# Michelle Bachelet
Verónica Michelle Bachelet Jeria (Santiago, 29 de septiembre de 1951) es una médica y política chilena. Fue presidenta de su país en dos periodos no consecutivos: entre 2006-2010 y 2014-2018. También fue la primera presidenta pro tempore de Unasur, y la primera encargada de ONU Mujeres, agencia de las Naciones Unidas para la igualdad de género. Entre los años 2018 y 2022, se desempeñó como alta comisionada de las Naciones Unidas para los Derechos Humanos y ocupa el cargo honorífico de presidenta de la Alianza para la Salud de la Madre, el Recién Nacido y el Niño de la Organización Mundial de la Salud. 
Hija de Alberto Bachelet, general de brigada de la Fuerza Aérea de Chile y miembro del gobierno de la Unidad Popular liderado por Salvador Allende, Michelle Bachelet estudió medicina en la Universidad de Chile, periodo en que ingresó a las filas del Partido Socialista. Tras el golpe de Estado del 11 de septiembre de 1973, su padre fue detenido por la dictadura militar, falleciendo en prisión, y Michelle junto a su madre, Ángela Jeria, pasaron a la clandestinidad. En 1975, ambas fueron detenidas y torturadas en Villa Grimaldi por los organismos represivos de la dictadura, antes de partir al exilio político.
En 1979, regresó al país y se sumó a diversos movimientos contrarios a la dictadura de Augusto Pinochet. Con el retorno de la democracia, Bachelet desarrolló una carrera política de bajo perfil, que cambiaría radicalmente al asumir como ministra de Salud durante el gobierno de Ricardo Lagos Escobar en 2000. En 2002, asumió como ministra de Defensa, siendo la primera mujer del país y de Iberoamérica en ocupar dicho puesto. En esa posición, Bachelet se convirtió en una figura de gran popularidad, siendo designada posteriormente como candidata presidencial de la Concertación de Partidos por la Democracia para las elecciones presidenciales de 2005, las cuales ganó el 11 de diciembre de ese año y el 15 de enero de 2006 en primera y segunda vuelta, respectivamente.
La elección de Bachelet como presidenta de Chile marcó uno de los mayores hitos en la historia republicana del país al ser la única mujer elegida para ejercer el máximo cargo gubernamental. Pese a las altas cifras de aprobación y popularidad al iniciar su mandato, al término de la que se llamó «luna de miel», Bachelet debió enfrentar una serie de diversos conflictos, de entre los cuales sobresalen la Revolución pingüina —iniciada a menos de dos meses de comenzar su gobierno— y la crisis del Transantiago —al año siguiente—, que generaron fuertes divisiones y crisis en la coalición de gobierno como asimismo durísimas críticas y reproches por parte de la oposición. Sin embargo, al empezar la segunda mitad de su mandato, el «sello social» de los dos restantes años —que permitió una importante reforma al sistema previsional— y la bien evaluada gestión de la crisis económica mundial de 2008, permitió que Bachelet repuntara sus cifras de popularidad, alcanzando cifras históricas de apoyo a nivel latinoamericano; en el plano internacional, Bachelet fue evaluada entre las mujeres más poderosas e influyentes del mundo. A pocas semanas del término de su gobierno, en febrero de 2010, tuvo que enfrentar un terremoto de magnitud 8,8 que azotó a la zona centro sur del país, que produjo, además, un fuerte tsunami que impactó las costas chilenas. Ambos eventos destructivos dejaron un saldo de 525 personas muertas y 25 desaparecidas.
Tras su mandato, Bachelet asumió como secretaria general adjunta de las Naciones Unidas, con el fin de encargarse y desempeñar la dirección ejecutiva de la recién creada agencia ONU Mujeres. Sin embargo, la expresidenta se mantuvo como una de las figuras políticas mejor evaluadas por la ciudadanía chilena, lo que motivó su regreso al país en marzo de 2013 para convertirse nuevamente en candidata a la presidencia. Elegida en primarias como candidata del pacto Nueva Mayoría —conformada por la ex Concertación y otros partidos de izquierda—, Bachelet obtuvo una amplia mayoría de los votos en las elecciones presidenciales de 2013 y fue reelegida para un segundo período, el que inició el 11 de marzo de 2014 y finalizó el 11 de marzo de 2018. Posteriormente, fue designada por el secretario general de las Naciones Unidas António Guterres como alta comisionada de las Naciones Unidas para los Derechos Humanos, cuyo mandato inició el 1 de septiembre de 2018 y finalizó el 31 de agosto de 2022. El 3 de abril de 2024, Bachelet fue elegida por unanimidad para ocupar el cargo de vicepresidenta del Club de Madrid, en representación de Sur Global y América Latina.

## Primeros años

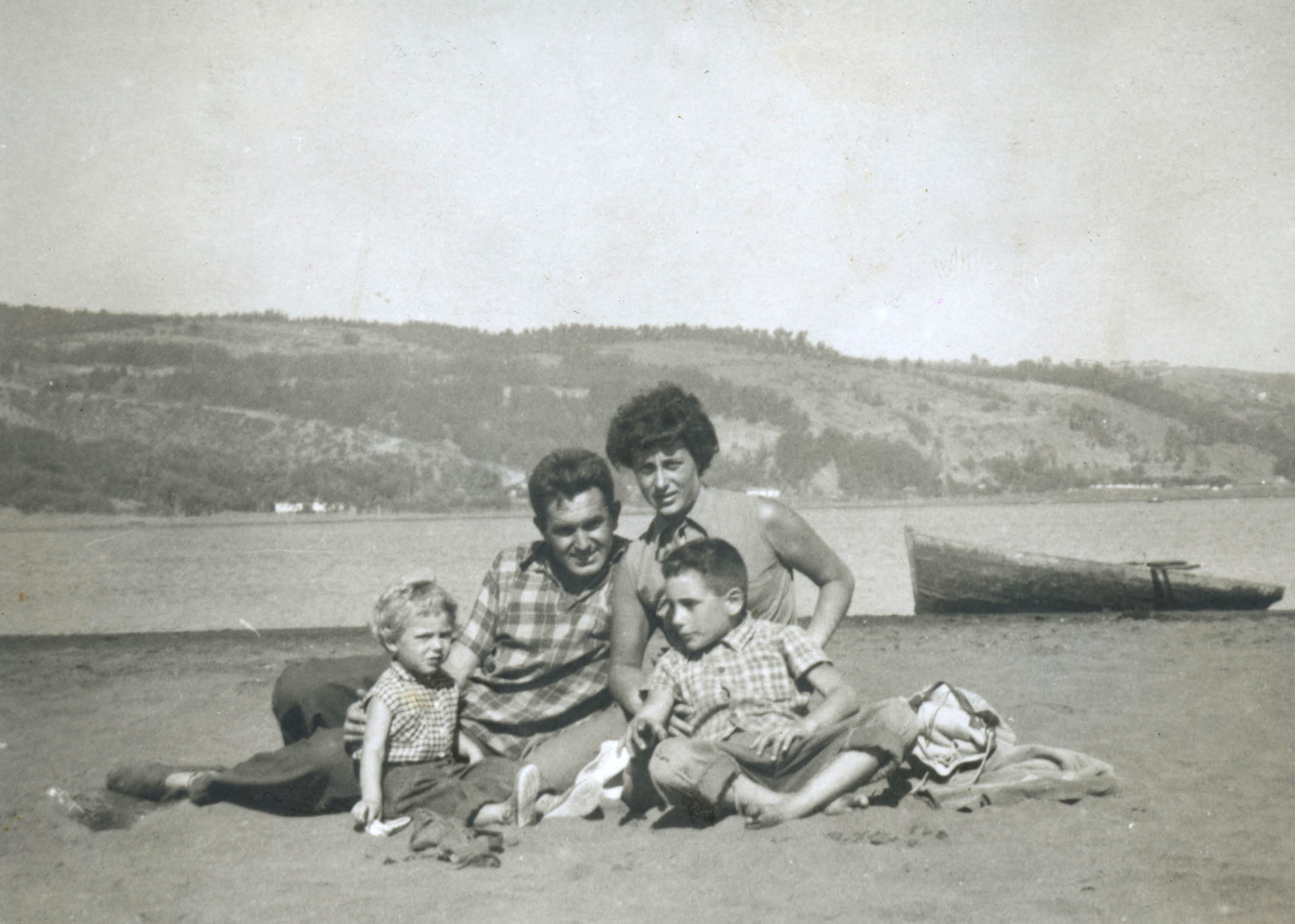
Michelle Bachelet en su infancia, junto a sus padres y su hermano mayor, de vacaciones en Cáhuil.

Nacida en Ñuñoa, una comuna del sector oriente de Santiago, Verónica Michelle fue la segunda hija del matrimonio conformado desde 1945 por el general de Brigada Aérea Alberto Bachelet y de la arqueóloga Ángela Jeria. A través de su familia paterna, Bachelet desciende de inmigrantes franceses luego de que su tatarabuelo, el viñatero Louis-Joseph Bachelet, llegara a Chile desde Burdeos tras ser contratado por la familia Subercaseaux. Por parte materna, Bachelet es bisnieta de Máximo Jeria, el primer ingeniero agrónomo del país. De parte paterna es bisnieta de Germán Bachelet Beault, muy vinculado al negocio viticultor. La familia Bachelet Jeria tenía un talante liberal, laico y progresista, donde las figuras paternales estaban bastante alejadas del prototipo de la conservadora sociedad chilena: el general Bachelet, pese a su machista formación militar, cooperaba en las labores del hogar y su esposa era una profesional emancipada. El general Bachelet, debido a su formación castrense se mantenía alejado de la contingencia política, pero tenía fuertes lazos con la francmasonería, siendo miembro de la Gran Logia de Chile.

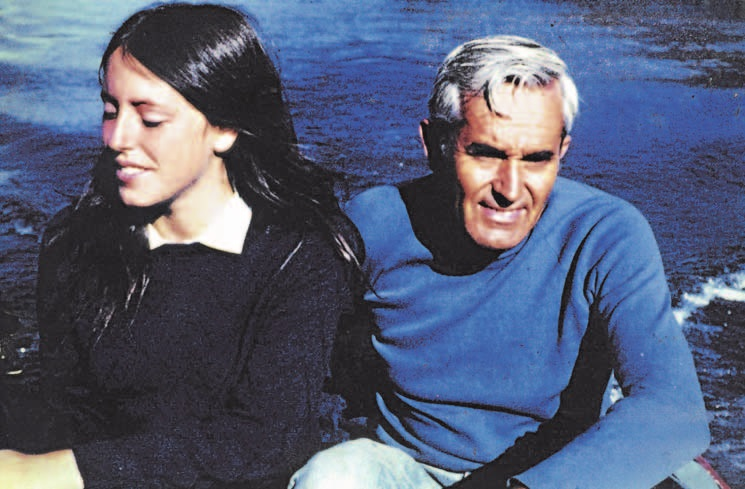
Michelle Bachelet, durante su adolescencia, junto a su padre Alberto.

Debido al trabajo de su padre, Michelle Bachelet pasó su infancia en diversas dependencias de la Fuerza Aérea de Chile, contando las bases aéreas de Quintero, Cerro Moreno y El Bosque. En 1962, su padre fue designado por el presidente Jorge Alessandri como agregado militar de la embajada chilena en Washington D. C., por lo que toda la familia se trasladó para vivir en Bethesda, un suburbio ubicado en Maryland. Durante los dos años de estadía en los Estados Unidos, Michelle Bachelet estudió en la escuela local y aprendió a dominar el idioma inglés.
Al regresar, realizó sus estudios secundarios en el Liceo n.º 1 de Niñas de Santiago. Durante esos años, Bachelet realizó diversas actividades deportivas y artísticas, participando en el coro de su colegio, en su selección de vóleibol y en la Academia de Teatro del Instituto Nacional, donde conformó el «Grupo Aleph». Junto a amigas y compañeras, formó un grupo musical conocido como «Las Clap Clap», el cual participó en diversos festivales escolares de música. En su curso, ejerció como delegada y presidente, antes de salir egresada como la alumna de mejor rendimiento en 1969.

## Estudios universitarios y exilio

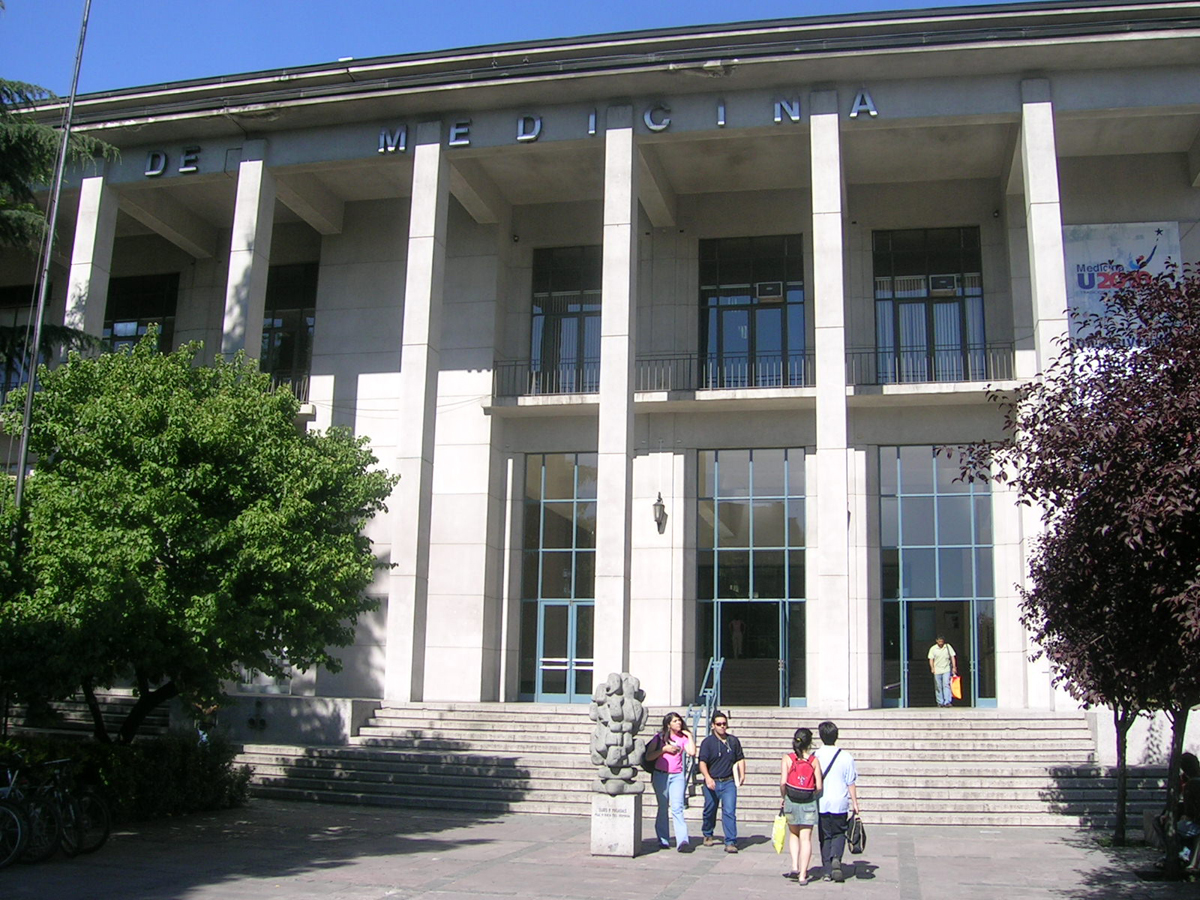
La Facultad de Medicina de la Universidad de Chile fue la casa de estudios de Michelle Bachelet desde 1972 a 1975 y, tras el exilio, de 1979 a 1982.

Tras egresar de la educación secundaria, Bachelet rindió la Prueba de Aptitud Académica, alcanzando uno de los mejores puntajes a nivel nacional, lo que le permitió ingresar a la Facultad de Medicina de la Universidad de Chile en 1970, luego de haber rechazado otras carreras como sociología o economía.
Durante esa misma época, a comienzos del gobierno de la Unidad Popular liderada por Salvador Allende, Bachelet se acercaría a la Juventud Socialista influenciada por el joven diputado Carlos Lorca, que también era dirigente de la misma casa de estudios. Bachelet pronto comenzaría a tomar un activo rol en la política universitaria, mientras su padre era designado por Allende en 1972 como jefe de las Juntas de Abastecimiento y Precios (JAP), destinadas a la distribución de elementos de primera necesidad a la población producto de la falta de alimentos y otros productos básicos.
En 1973, la crisis política y económica en que se encontraba el país se agravó y diversos miembros de las Fuerzas Armadas comenzaron a orquestar un golpe de Estado contra el gobierno del Presidente Allende. Alberto Bachelet se negó a participar y tras el golpe de Estado del 11 de septiembre de 1973, de inmediato fue detenido por sus pares en su oficina del Ministerio de Defensa Nacional por órdenes directas de Gustavo Leigh, Comandante en Jefe de la Fuerza Aérea. Fue condenado por «traición a la patria» y quedó recluido en la Cárcel Pública de Santiago, donde sufrió diversos apremios y torturas. El 12 de marzo de 1974, tras una jornada de interrogatorios y tortura, Alberto Bachelet sufrió un infarto al miocardio sin recibir asistencia médica por parte de los funcionarios del recinto y que finalmente le provocó la muerte.

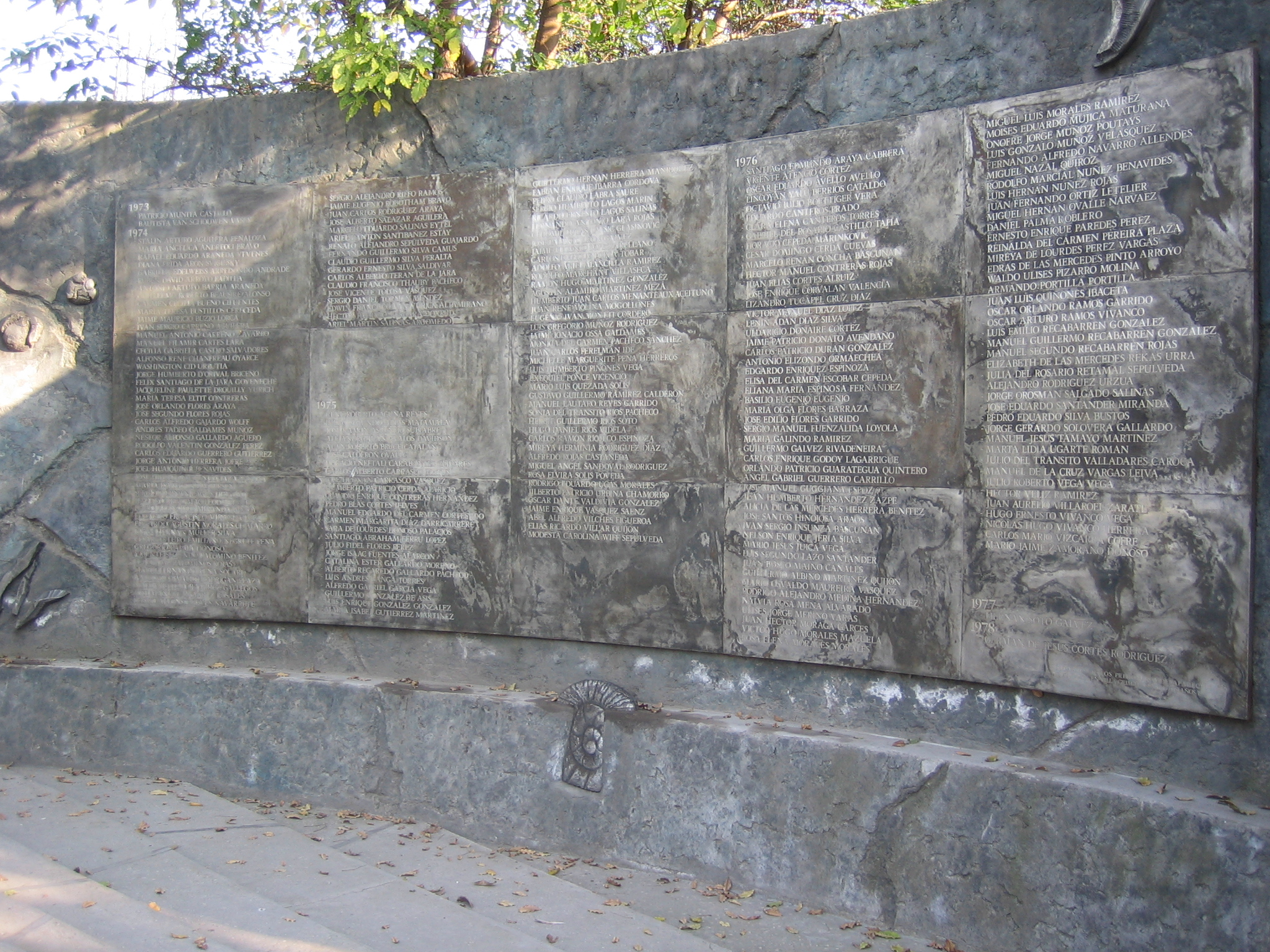
Monumento conmemorativo a las víctimas de la represión de la dictadura en Villa Grimaldi, donde Bachelet fue detenida y torturada en 1975.

Pese a la muerte de su padre, Michelle Bachelet continuó con sus estudios y apoyando al proscrito Partido Socialista de Chile con el fin de ayudar a los perseguidos políticos por la dictadura militar liderada por Augusto Pinochet. Tras años de clandestinidad, Bachelet y su madre fueron detenidas el 10 de enero de 1975 por la Dirección de Inteligencia Nacional (DINA), siendo trasladadas con la vista vendada al centro de detención conocido como Villa Grimaldi, donde serían torturadas e interrogadas, para luego ser trasladadas al recinto de Cuatro Álamos.
Gracias a los contactos que aún mantenían con ciertos líderes militares, Ángela Jeria logró obtener el permiso para que junto a su hija partieran al exilio. Su primer destino fue Australia, donde Alberto, hermano de Michelle, vivía desde 1969, pero luego Michelle Bachelet se trasladó a la República Democrática Alemana para proseguir sus estudios de medicina en la Universidad Humboldt de Berlín. Bachelet llegó a Alemania Oriental en mayo de 1975 y se estableció en el barrio de Am Stern en la ciudad de Potsdam, donde fue ubicada gracias a las gestiones del gobierno socialista de Erich Honecker y donde comenzó a aprender el idioma alemán. Antes de ingresar finalmente a las aulas universitarias, el Partido Socialista Unificado de Alemania le permitió realizar algunos trabajos asistenciales en consultorios médicos de Potsdam y migró por siete meses a Leipzig durante 1978 a perfeccionar su idioma en el Herder Institut dependiente de la Universidad Karl Marx.
En ese país conoció a Jorge Dávalos Cartes, también exiliado y miembro del Comité Central del PS, y con quien contrajo matrimonio en 1977. Dávalos, que llegó a la RDA en 1974, era de profesión arquitecto -aunque sin diploma-, y también era militante del Partido Socialista, el cual, según la Stasi, lo habría auspiciado en 1968 para hacer una capacitación en manejo de pistolas y explosivos. El primer hijo del matrimonio, Sebastián Dávalos, nació durante su permanencia en Leipzig en 1978. El 1 de septiembre del mismo año, Bachelet (bajo el nombre de «Verónica Michelle Dávalos») ingresó finalmente a la Universidad Humboldt. Un nuevo departamento en Potsdam fue entregado a la familia Dávalos por el gobierno, mientras Ángela Jeria partió a Washington D. C. luego de haber trabajado algunos años en el Museo Prehistórico de Potsdam. Aunque tenía proyectada una permanencia hasta 1984, año en que egresaría de la Universidad, su estadía se limitó a los cinco meses luego de obtener permiso para regresar al país.

## Regreso a Chile
En febrero de 1979, la familia Dávalos regresó a Chile y residió en la comuna de La Florida. Bachelet retomó sus estudios en la Universidad de Chile, titulándose en enero de 1983 como médico cirujano. En 1984 nació su segunda hija mientras su matrimonio entraba en una crisis que desembocaría en su término ese mismo año.
Luego de graduarse, Bachelet presentó su postulación a un puesto de médico general de zona dentro del sistema público de salud, pero fue rechazada, según ella, por «razones políticas». Sin embargo, el Colegio Médico de Chile le otorgó una beca para especializarse en pediatría y salud pública en el Hospital Roberto del Río, especialidad de la cual no se tituló pues no rindió el examen final. Paralelamente, Bachelet se incorporó a las labores de la ONG PIDEE dedicada a la protección de menores, quedando a cargo de la sección médica del organismo.

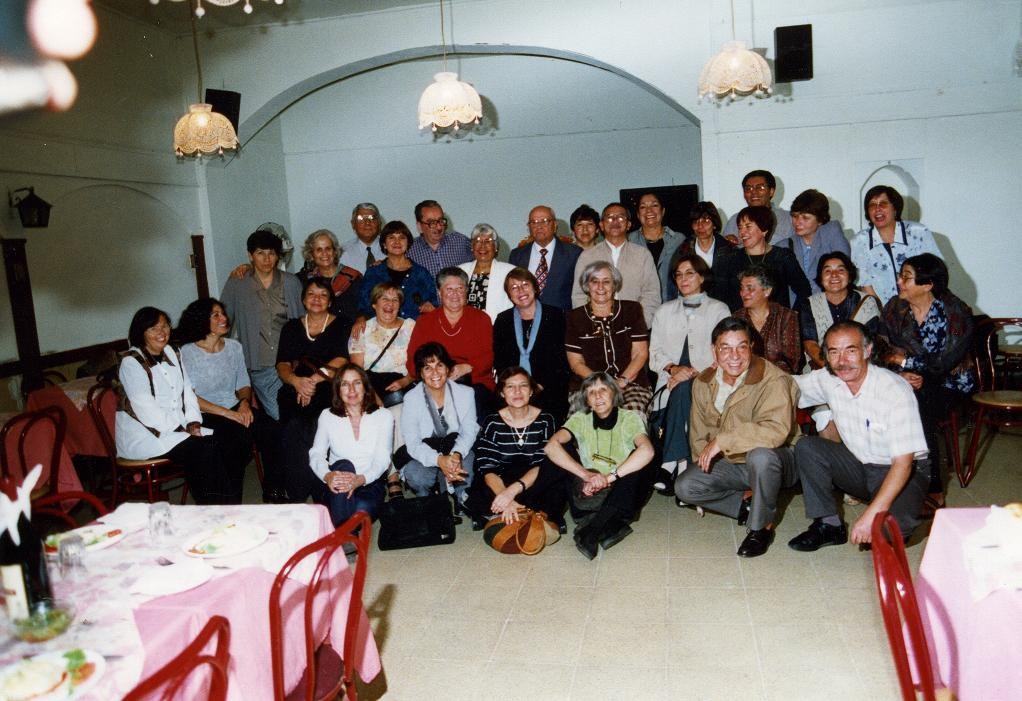
En 1985, Bachelet se hace cargo del área médica de la ONG Protección a la Infancia Dañada por los Estados de Emergencia (PIDEE). La fotografía corresponde a una cena en su honor organizada por PIDEE, tras su designación como ministra de salud, en 2000.

En estos años, Bachelet estaba alejada de la política, pese a su cercanía con diversos militantes de la oposición a la dictadura militar. En Alemania Oriental, Bachelet había declinado participar en los grupos de formación política socialista y privilegió sus estudios por recomendación de su marido. Cuando en 1978 el Partido Socialista en el exilio se fracturó entre las corrientes renovada de Carlos Altamirano y la dura de Clodomiro Almeyda, Bachelet prefirió la última, que postulaba una lucha confrontacional contra la dictadura de Pinochet. A pesar de dicha elección, Bachelet se mantuvo cauta, un tanto desilusionada de la incapacidad de la dirigencia de lograr acuerdos y crítica de algunas acciones. Al volver a Chile, Bachelet mantuvo su bajo perfil, abandonando su participación en actividades políticas y era una figura desconocida dentro de las filas del PS.
Pese a este alejamiento de la política partidista, Bachelet participaba en protestas contra la dictadura militar de Pinochet, era cercana a la Vicaría de la Solidaridad –donde participaba activamente su madre, Ángela Jeria– y comenzó a forjar nuevas relaciones políticas en su estadía en el PIDEE, especialmente con diversos militantes del Partido Comunista. Entre 1985 y 1987, Bachelet mantuvo una relación sentimental con Álex Vojkovic, que actuaría en esa época como vocero del Frente Patriótico Manuel Rodríguez (FPMR), un grupo revolucionario opositor al régimen de Pinochet y que incluso realizaría un atentado en su contra. A partir de ese vínculo, se ha señalado que Bachelet habría colaborado con el FPMR, aunque su nivel de participación habría sido básico, interviniendo en algunas discusiones con sus miembros, sin embargo, también se ha indicado que podría haber realizado tareas de análisis de las operaciones armadas que efectuaba el Frente, y que servían a su cúpula para planificar nuevas acciones, discutiendo y sistematizando la labor de la dirección nacional del FPMR; en cualquier caso, siempre se ha aclarado que no participó ni se involucró directamente en acciones armadas del Frente. Ella, por su parte, ha negado tajantemente haber colaborado con el FPMR.
En 1987, la represión de la dictadura comenzó a disminuir, permitiendo la legalización de los primeros partidos políticos abiertamente opositores al Régimen. Dentro de la oposición surgió una fuerte discrepancia entre aceptar o rechazar la Constitución de 1980 promulgada por Pinochet y que podría finalmente permitir el fin de la dictadura. Bachelet, adscrita en ese tiempo al Movimiento Democrático Popular y al Partido Amplio de Izquierda Socialista, siguió la corriente liderada por Camilo Escalona a favor de boicotear la realización del Plebiscito Nacional de 1988, que consideraban sería un fraude electoral y la forma que tendría Pinochet de legitimar su gobierno. A pesar de ello, Bachelet finalmente se inscribió en los registros electorales y votó por el «No», al igual que el 56 % de los votantes que obligarían a que el general Pinochet dejara el mando de la nación en 1990.
Con la victoria de Patricio Aylwin en las elección presidencial de 1989, la Concertación de Partidos por la Democracia asumió el gobierno del país, el 11 de marzo de 1990, iniciándose el período de la transición a la democracia. Bachelet fue incorporada finalmente al sistema público de salud, siendo contratada como epidemióloga en el Servicio de Salud Metropolitano Occidente y luego en la Comisión Nacional del Sida (CONASIDA). Junto a su trabajo en dichas organizaciones gubernamentales, Bachelet realizó asesorías para la Organización Panamericana de la Salud, la Organización Mundial de la Salud (OMS) y la Agencia Alemana de Cooperación Técnica (GTZ).
En esa época, Bachelet conoció al epidemiólogo Aníbal Henríquez con quien trabajaba en CONASIDA. Ambos iniciaron una relación sentimental estable por tres años y de la cual nació su hija menor en 1992. Como el matrimonio con Dávalos no estaba anulado en Chile, la pareja no se casó y finalmente sucumbiría a los tres años de relación. En 1994, Bachelet junto a sus amigas Estela Ortiz y Sonia Viveros, compraron una parcela en Lago Caburgua como lugar de descanso. Profesionalmente, Bachelet sería incorporada como asesora del Ministerio de Salud durante el gobierno de Eduardo Frei Ruiz-Tagle entre 1994 y 1997.

## Carrera política

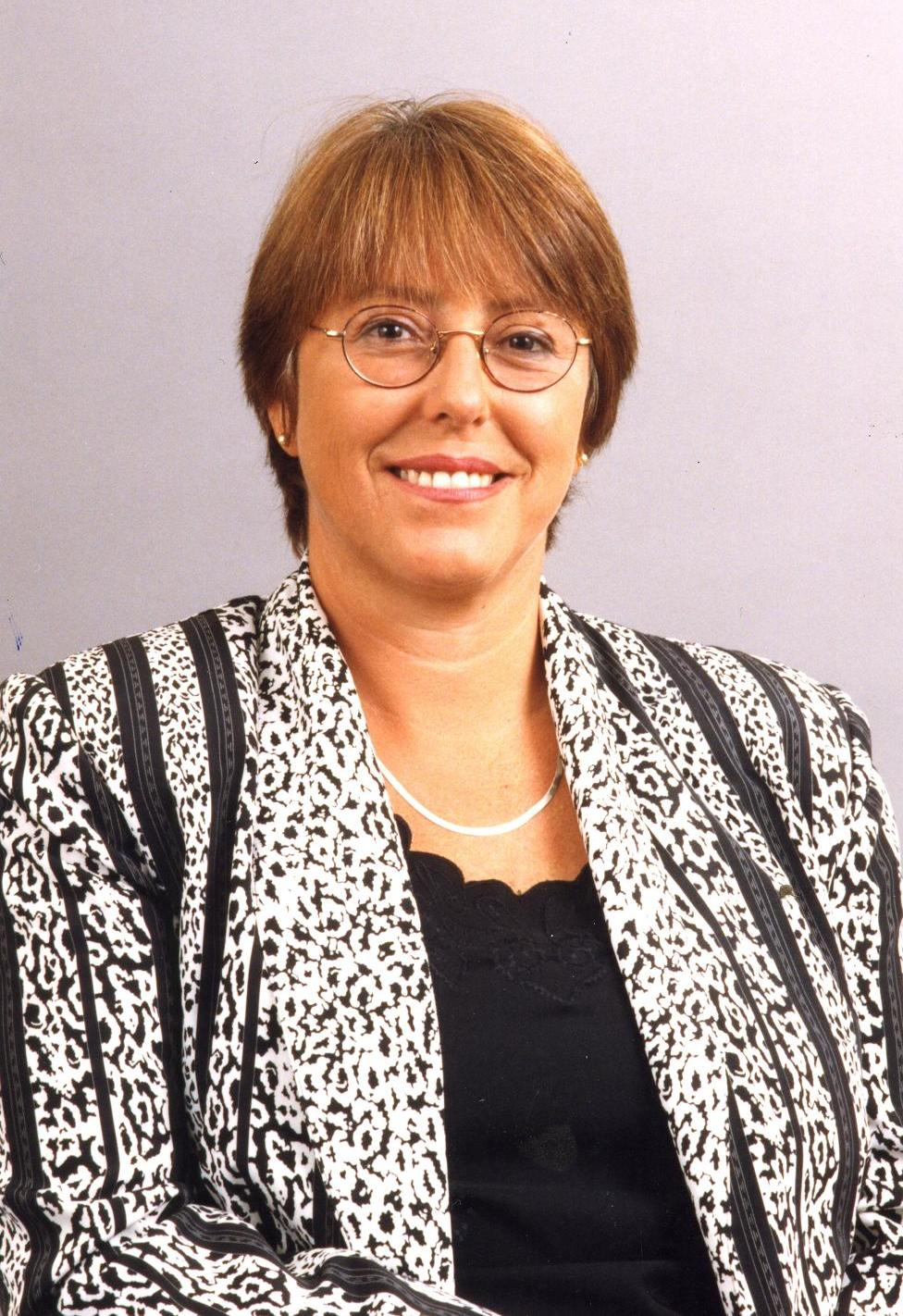
Fotografía de Bachelet para la campaña de las elecciones municipales de 1996, donde se presentó como candidata a concejal de Las Condes.

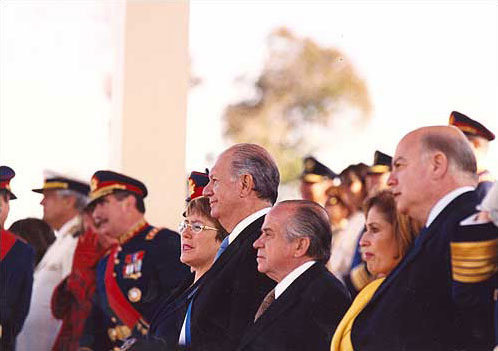
Michelle Bachelet junto al presidente Ricardo Lagos Escobar en la Parada Militar de 2002.

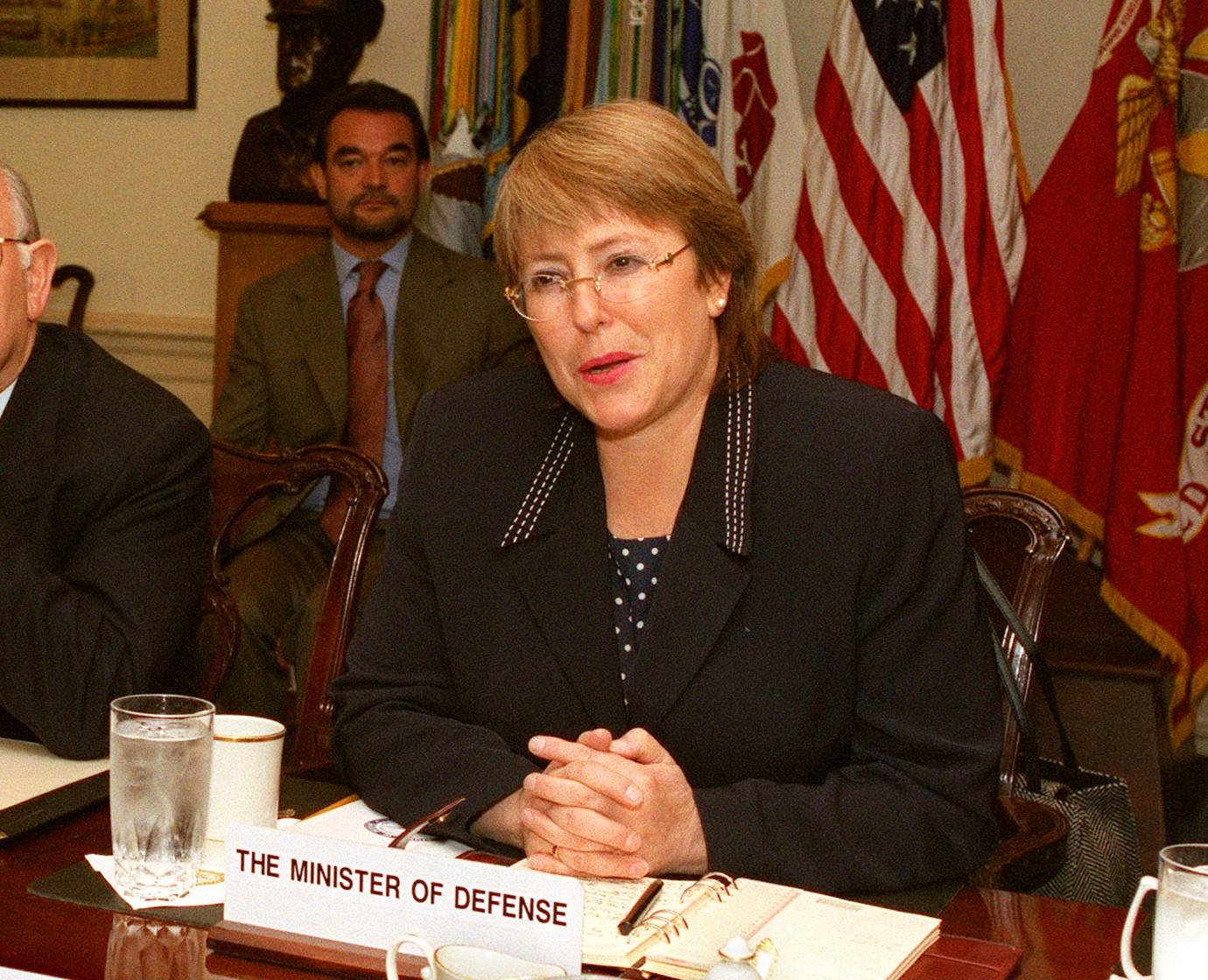
Michelle Bachelet como ministra de Defensa, en un viaje oficial a los Estados Unidos en octubre de 2002.

A mediados de los años 1990, la carrera de Bachelet enfocada principalmente en el mundo técnico de la salud comenzaría a volcarse hacia la política partidista y la Defensa. En 1996, fue elegida como parte del Comité Central del Partido Socialista de Chile (reunificado algunos años antes) durante el XXV Congreso de la colectividad. Ese mismo año, durante las elecciones municipales, Bachelet se presentó como candidata en Las Condes, una comuna de clase alta ubicada en la zona oriente de Santiago de Chile y considerada un bastión electoral de la derecha. En su primera participación electoral, Bachelet obtuvo 2622 votos equivalentes a un 2,35 % del total, lo que no le permitió ni siquiera ser elegida concejal; en cambio, Joaquín Lavín, militante de la Unión Demócrata Independiente, obtuvo un 77,76 % del total siendo reelegido alcalde con la primera mayoría nacional.
Luego de su derrota, Bachelet cursó un diplomado sobre estrategia militar en la Academia Nacional de Estudios Políticos y Estratégicos (ANEPE) —al que asistieron doce alumnos: seis oficiales de las Fuerzas Armadas y de Orden y Seguridad, y seis civiles—, donde por su buen rendimiento —obtuvo el primer lugar de la promoción—, y gracias al patrocinio de la Beca Presidente de la República, continuó en 1997 un curso superior sobre defensa continental en el Colegio Interamericano de Defensa, ubicado en Washington D. C., Estados Unidos. A su regreso en 1998, Bachelet trabajó un año como asesora del Ministerio de Defensa Nacional.
Ese mismo año, fue reelegida en el Comité Central del PS y se integró al Comité Político de la colectividad. En mayo de 1999, Bachelet se incorporó a la campaña del precandidato presidencial del bloque PS-PPD Ricardo Lagos Escobar en las primarias de la Concertación frente al demócrata cristiano Andrés Zaldívar. Tras la rotunda victoria laguista, Bachelet continuó en la campaña para las elecciones presidenciales. Tras un estrecho resultado en la primera elección, Lagos obtuvo finalmente la victoria frente a Joaquín Lavín durante la segunda vuelta realizada el 11 de enero de 2000.

### Ministra de Salud
El 11 de marzo del mismo año, Ricardo Lagos asumió como presidente de Chile junto a su gabinete. Michelle Bachelet asumió ese día como ministra de Salud (convirtiéndose en la primera mujer en a cargo de ése ministerio), su primer cargo de relevancia nacional y que la obligó a renunciar a su cargo en el Comité Político socialista. Como parte de las promesas de la campaña presidencial, Lagos encomendó a Bachelet la tarea de acabar con las llamadas colas (filas de espera) de los saturados consultorios públicos en menos de tres meses. Pese al escepticismo inicial y los cortos plazos, hacia el mes de julio el nivel de las colas se redujo en un 90 % gracias a la asignación centralizada de consultas por vía telefónica y la extensión horaria de las atenciones prioritarias. Debido a que la meta de eliminar las colas no fue cumplida, Bachelet dejó su cargo a disposición del Presidente Lagos, quien por el contrario la confirmaría.
Una vez cumplida esta tarea, Bachelet asumió una aún más compleja: dar inicio a la creación de una reforma estructural al sistema público de salud que permitiera el acceso universal e igualitario a esta. Entre las reformas que fueron propuestas por la administración de Bachelet (y que serían desarrolladas por su sucesor, Osvaldo Artaza) se encuentra el establecimiento de un sistema de acceso universal a las patologías más comunes, la elaboración del proyecto de ley sobre derechos y deberes de las personas, mejoramiento de programas de tratamiento de enfermedades y la extensión del seguro médico.
Bachelet debió enfrentar durante su gestión la oposición de diversos grupos conservadores y de la Iglesia Católica, especialmente tras la aprobación del ministerio a la venta de la píldora del día después y la distribución de esta en forma gratuita a víctimas de abuso sexual en los consultorios públicos. Considerada por sus opositores como un abortifacente, una demanda fue presentada ante la Corte Suprema de Chile, la cual resolvió en 2001 prohibir la distribución del fármaco.

### Ministra de Defensa Nacional

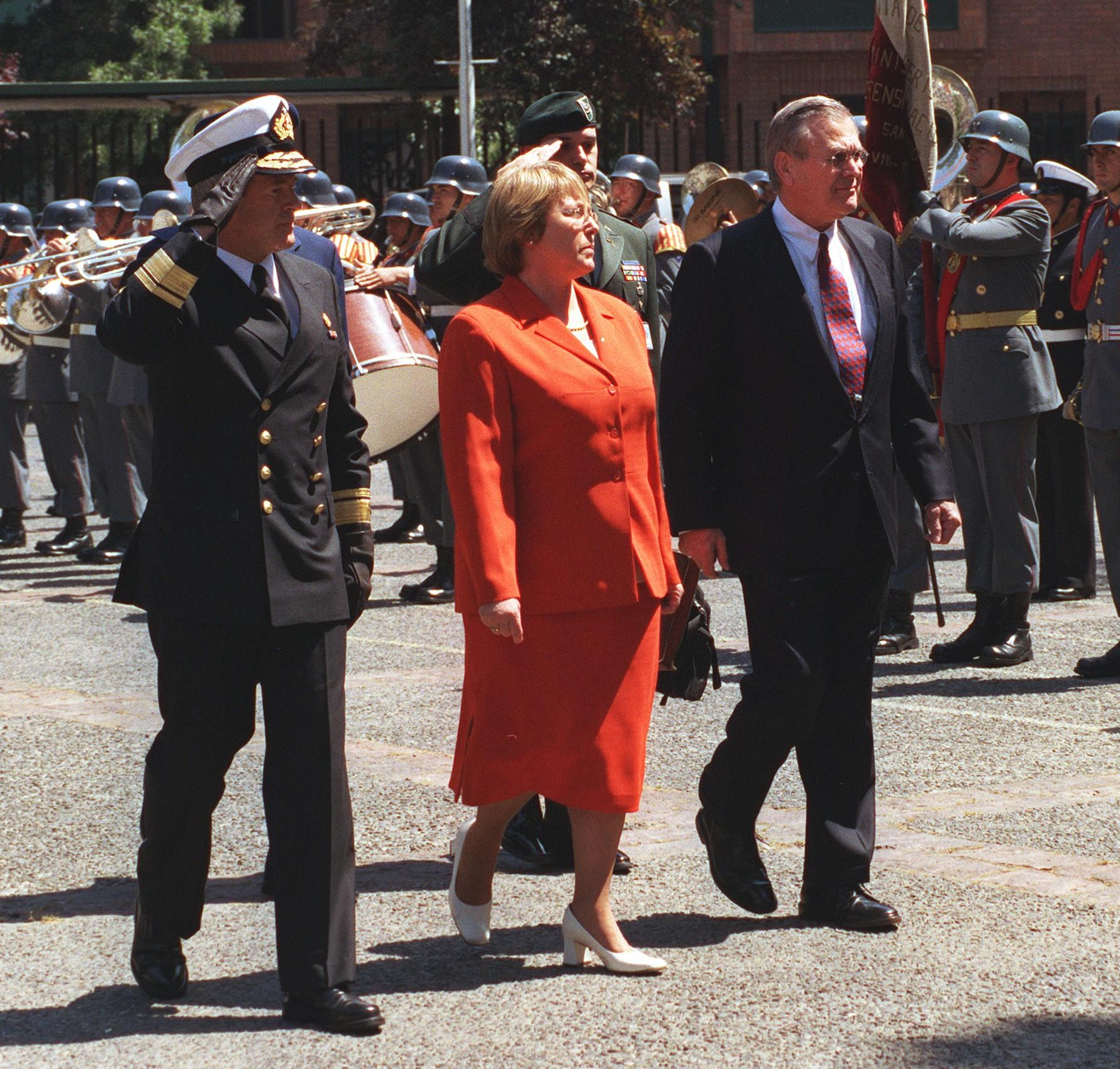
Bachelet revisando tropas junto al secretario de Defensa de los Estados Unidos, Donald Rumsfeld.

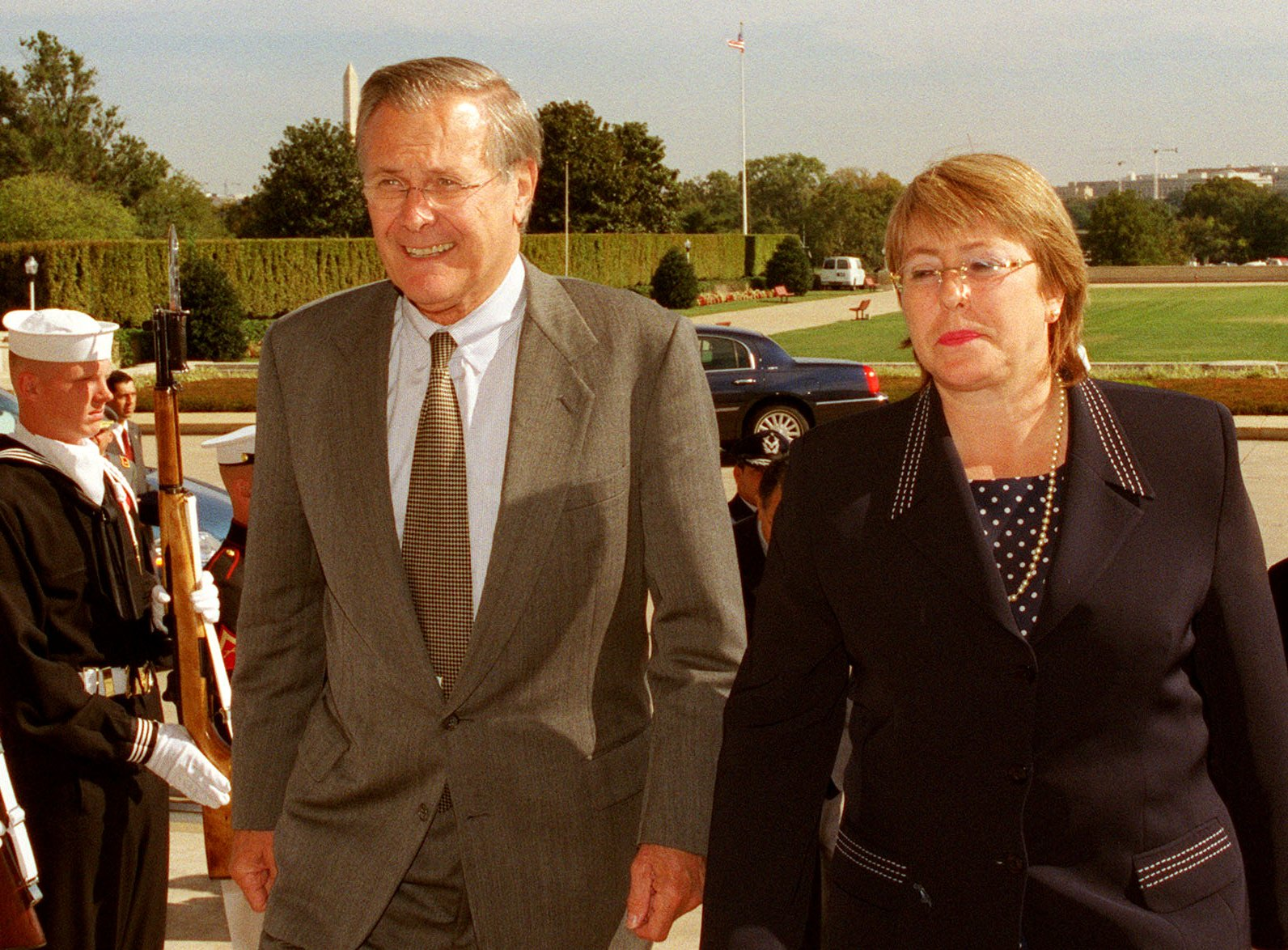
Bachelet en una reunión con el secretario de Defensa de los Estados Unidos, Donald Rumsfeld.

El 7 de enero de 2002, Ricardo Lagos realizó un cambio de gabinete, en el cual Bachelet pasó desde el Ministerio de Salud al Ministerio de Defensa Nacional en reemplazo del demócrata cristiano Mario Fernández. La llegada de Bachelet a ese organismo, aunque no fue una gran sorpresa para los entendidos en la carrera profesional de la ministra, marcó un precedente histórico. Michelle Bachelet fue la primera socialista en asumir esa cartera en 29 años, desde que Orlando Letelier fuera depuesto tras el golpe de Estado, y la primera ministra de Defensa torturada por órdenes de las mismas Fuerzas Armadas que quedaban a su cargo. Además, Michelle Bachelet se convirtió en la primera mujer a cargo de un ministerio de Defensa, no solo a nivel nacional, sino que a nivel latinoamericano, y una de las pocas a nivel mundial.
Pese a dichas condiciones, Bachelet no enfrentó problemas con las jerarquías de las Fuerzas Armadas; por el contrario, su cercanía con la «familia militar» le permitió generar instancias únicas de acercamiento entre las Fuerzas Armadas y las víctimas de la represión durante la dictadura, especialmente durante el 30.º aniversario del golpe de Estado. Así por ejemplo, la Fuerza Aérea de Chile realizó actividades conmemorativas en el antiguo campo de concentración de la isla Dawson junto a algunos detenidos en esa época, y en la base naval de Quintero donde fue reivindicada la figura del padre de la ministra, sumado al «nunca más» pronunciado por Juan Emilio Cheyre, Comandante en Jefe del Ejército de Chile, considerado como un acto de perdón público por parte de las Fuerzas Armadas al mundo civil.
Durante su gestión en el Ministerio de Defensa Nacional, Bachelet continuó con los planes de modernización de las Fuerzas Armadas, aumentó la participación de éstas en misiones de paz como las de Chipre y Bosnia y Herzegovina, amplió las posibilidades de ingreso de mujeres a la carrera militar, generó importantes modificaciones al servicio militar obligatorio y puso en práctica las disposiciones del tratado de Ottawa para la destrucción de campos minados.
Aunque había logrado darse a conocer ante la opinión pública durante su gestión como ministra de Salud, el despegue de la popularidad de Bachelet se realizó en su gestión como ministra de Defensa. La personalidad relajada de Bachelet, su voluntad de generar acuerdos y su posición alejada del establishment político tradicional comenzaron a levantar rápidamente su imagen pese a la frialdad y complejidad asociada tradicionalmente a su ministerio. Uno de los momentos claves en este ascenso fue en junio de 2002, cuando graves inundaciones azotaron diversas comunas del Gran Santiago tras fuertes lluvias, por lo que el personal de las Fuerzas Armadas se desplegó para ayudar a los damnificados; Bachelet salió a comandar las actividades y la imagen de ella a bordo de un tanque cruzando las calles cubiertas de agua e impartiendo órdenes a sus subordinados quedó en la retina de la ciudadanía.
El llamado «fenómeno Bachelet» comenzó a crecer con el paso de los meses. En un concierto de Joan Manuel Serrat, la entrada de Bachelet fue más vitoreada que la del propio cantante y del presidente Lagos. En 2003, las encuestas la convertían en la funcionaria mejor evaluada del gobierno tras el presidente y ya a comienzos de 2004, era una de las favoritas para la elección presidencial siguiente, superando incluso al derechista Joaquín Lavín y a la abanderada democristiana Soledad Alvear. En 2003 recibió una distinción por la Federación de Mujeres para la Paz Mundial

### Primera candidatura presidencial

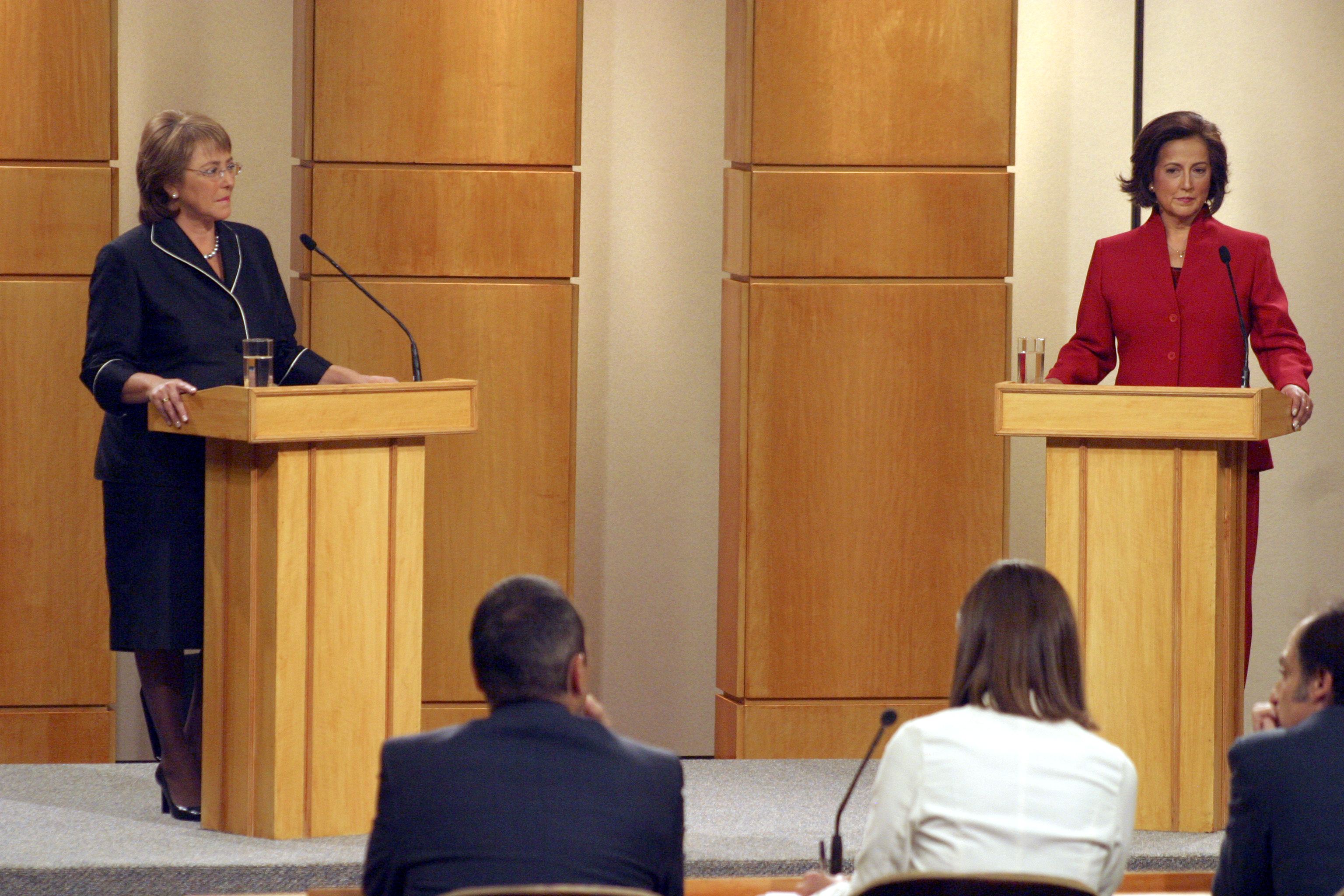
Bachelet participa en un debate televisado con Soledad Alvear, ambas precandidatas presidenciales de la Concertación.

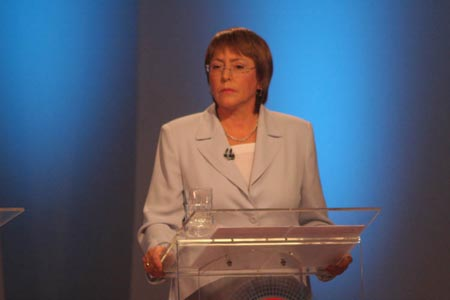
Michelle Bachelet en un debate televisado de Canal 13 y CNN en Español.

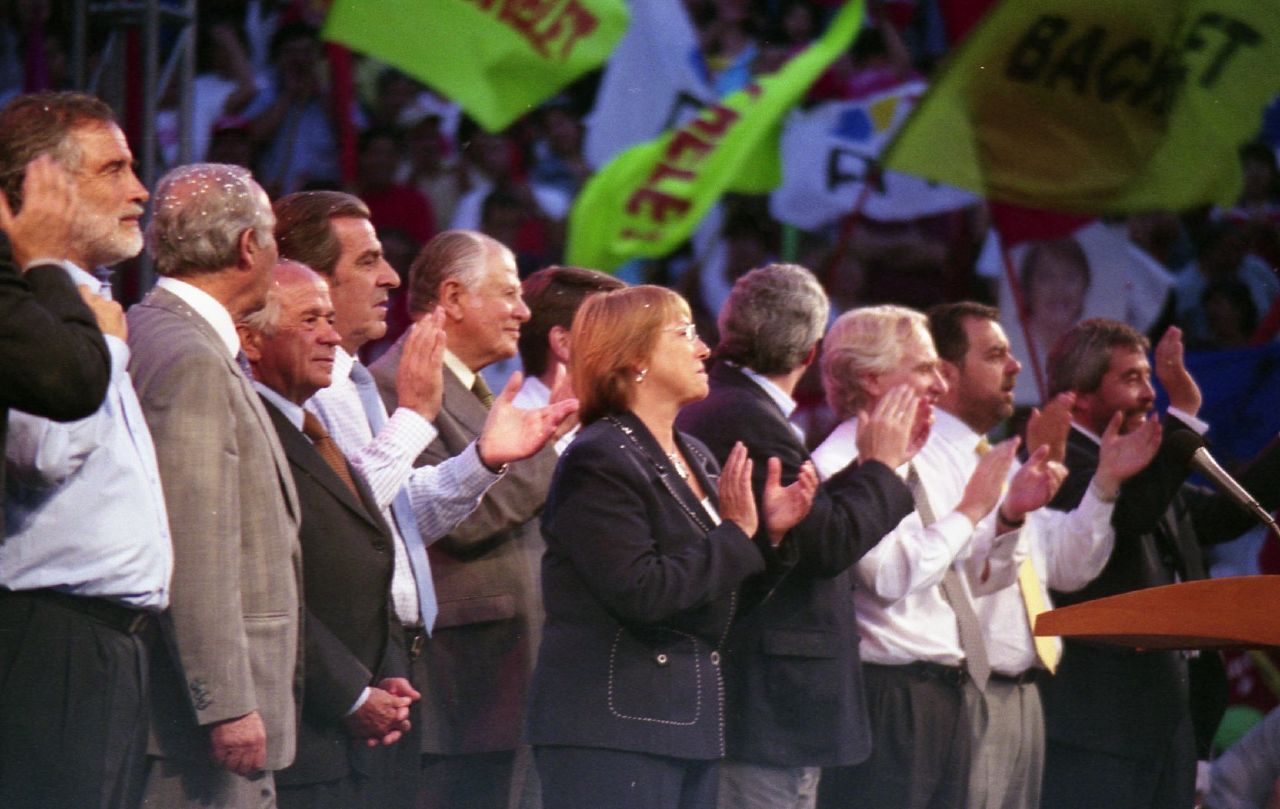
Michelle Bachelet en un acto de campaña junto a los expresidentes Patricio Aylwin y Eduardo Frei.

En una sorpresiva medida, el 29 de septiembre de 2004, el gobierno de Lagos anunció la salida del gabinete de Bachelet y de la canciller Soledad Alvear en una medida que fue interpretada como una forma de apoyar a la Concertación en la campaña para las elecciones municipales y a la vez permitir que ambas figuras pudieran dedicarse de lleno a la preparación de las campañas presidenciales del año siguiente. El apoyo popular a la coalición gobernante en dichas elecciones (más de 10 % por sobre sus principales contrincantes) tras las estrechas victorias en las presidenciales de 2000 y las parlamentarias de 2001 rompió la idea general de que las elecciones presidenciales de 2005 estaban decididas a favor del candidato de la Alianza por Chile, Joaquín Lavín, y sirvieron como impulso a las campañas de las precandidatas Alvear y Bachelet.
Con el paso de los meses, Alvear y Bachelet se posicionaron como las más serias candidatas de la Concertación, pero el proceso de ratificación de ambas sería muy distinto. Alvear sufrió diversos problemas dentro de su partido que retrasaron su confirmación como la precandidata del Partido Demócrata Cristiano, mientras los partidos del ala progresista de la Concertación proclamaron con presteza a Bachelet: el PPD lo hizo el 14 de noviembre de 2004., mientras que el Partido Socialista lo hizo durante su XXVII Congreso, realizado entre el 28 y el 30 de enero de 2005. El Partido Radical Socialdemócrata finalmente decidió dar su apoyo a la candidatura de Bachelet el 23 de abril, tras evaluar levantar alguna precandidatura propia.
Una vez confirmadas ambas exministras como las precandidatas dentro de la coalición centroizquierdista, se decidió realizar una elección primaria abierta a nivel nacional el 31 de julio de 2005, tal como se había realizado en 1999 para definir la candidatura concertacionista. Alvear y Bachelet realizaron sus campañas y se enfrentaron en un debate televisivo en Hualpén, el 27 de abril de ese mismo año. El debate se realizó en un tono moderado y sin grandes polémicas, donde Bachelet aclaró su relación con Álex Vojkovic durante los años 1980 y su supuesta cercanía con antiguos grupos terroristas, informaciones que habían sido dadas a conocer a la opinión pública durante esos días. Según diversas encuestas, Bachelet fue considerada ganadora del debate por la ciudadanía, superando a Alvear en la mayoría de los tópicos discutidos y en diversos conceptos, especialmente los relativos a cercanía e identificación.

#### Candidata de la Concertación

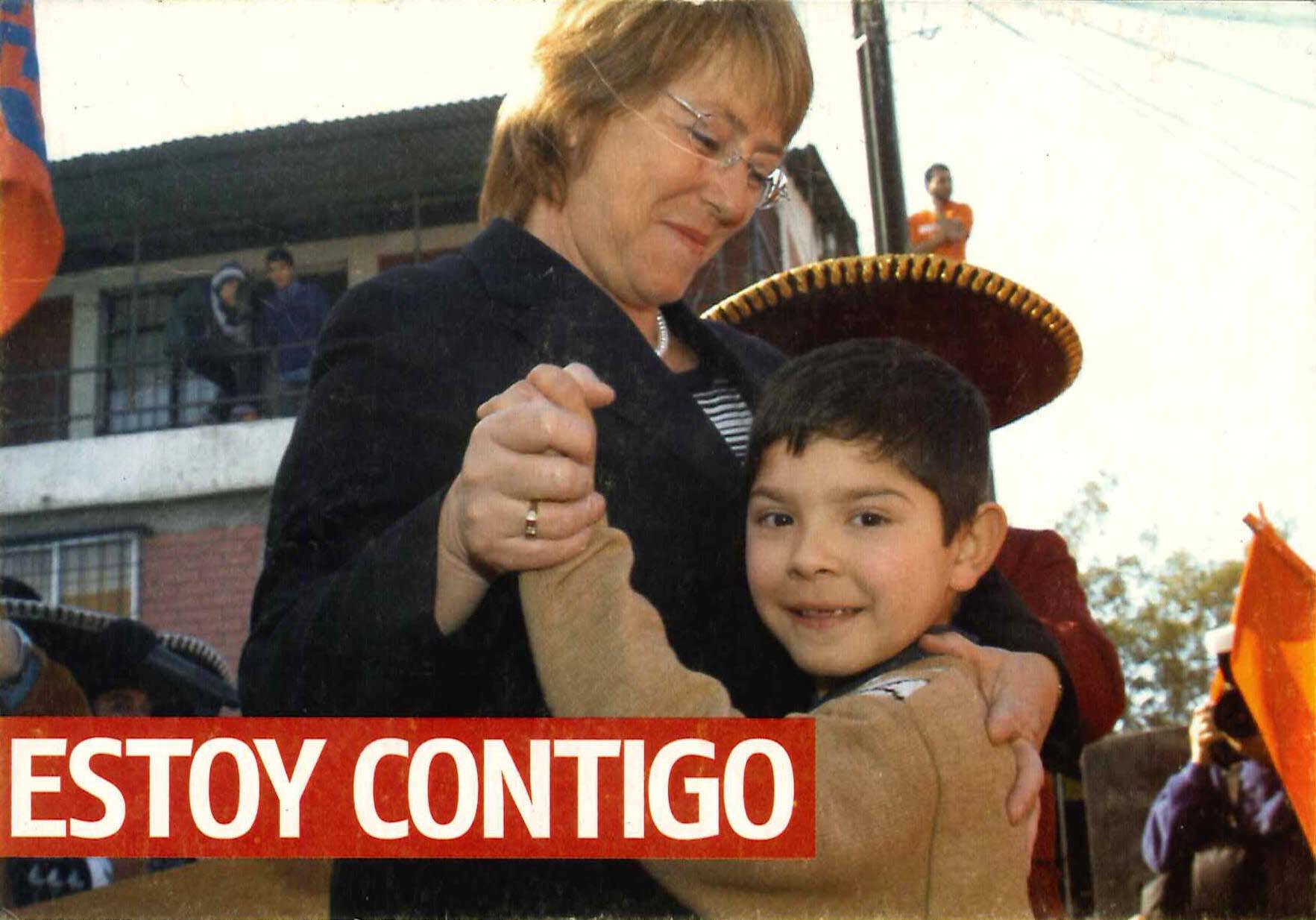
Propaganda de Michelle Bachelet para la campaña de 2005. En la imagen, junto a un niño, y su eslogan de campaña «Estoy contigo».

Con el paso de las semanas, las encuestas siguieron consolidando la ventaja de Bachelet por sobre Alvear en las preferencias de los simpatizantes concertacionistas. Hacia abril de 2005, Bachelet tenía sobre un 60 % contra un 26 % de Alvear en las preferencias de los ciudadanos que manifestaban la intención de votar en las primarias oficialistas, los que alcanzaban un total de 52 %. Aunque tanto Bachelet como Alvear superaban con facilidad a Lavín, las cifras de la precandidata socialista eran más amplias, alcanzando una intención de voto cercana al 49 %.
Pese a la desventaja, Alvear mantuvo su candidatura por varios meses hasta que en mayo de 2005, la situación cambiaría cuando Sebastián Piñera anunció su candidatura a la presidencia representando a Renovación Nacional. Pese a que la candidatura de Piñera era directamente competidora con la de Lavín por el liderazgo de la Alianza por Chile, esta logró quitar el respaldo del electorado centrista de Alvear. Ante dicha situación, y cayendo aún más en las encuestas, la candidata democristiana decidió bajar su postulación el 24 de mayo de 2005, confirmando a Bachelet como candidata única de la Concertación a La Moneda.

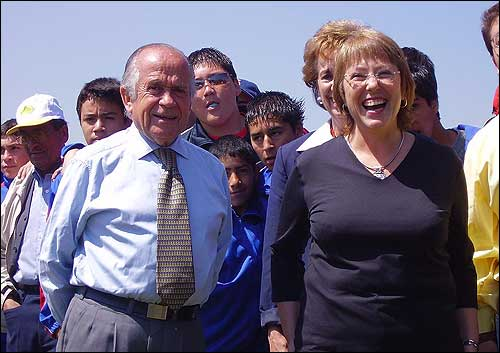
Michelle Bachelet en un «puerta a puerta» con Andrés Zaldívar, en ese momento su jefe de campaña.

Con la carrera presidencial en plena marcha (a la que se sumó Tomás Hirsch representando a la izquierda extraparlamentaria), las encuestas confirmaron el favoritismo de Bachelet, pero pusieron en duda su capacidad de obtener la victoria en diciembre de 2005 y evitar así el balotaje; así, el principal objetivo tanto de Lavín como de Piñera era clasificar a la segunda vuelta para luego enfrentar a Bachelet. La campaña presidencial de Bachelet intentó explotar la cercanía, uno de los atributos más reconocidos por la ciudadanía (lo que se reflejó en el lema de la campaña, «Estoy contigo»), y una mezcla entre el continuismo del gobierno de Ricardo Lagos, cuyas cifras de popularidad superaban el 60 % de aprobación, y la idea de un giro hacia un «gobierno ciudadano». Su plan de gobierno estaba enmarcado en torno a tres ejes, que correspondían a una mejora en el sistema de protección social, el desarrollo económico y democratización del sistema político. En el primer eje, Bachelet propuso una reforma al sistema previsional, impulso a la educación preescolar, financiamiento garantizado para estudiantes de educación superior, reformas a la jornada laboral, aumento del Plan AUGE a 80 patologías hacia 2010, el fortalecimiento del sistema público de salud y la creación de un ministerio de Seguridad Ciudadana. Además, Bachelet asumió como uno de sus principales objetivos la reducción en la desigual distribución de ingresos, donde Chile mantiene uno de los peores índices a nivel mundial. En cuanto al segundo pilar, el plan de gobierno mantenía la política de un superávit estructural del 1% del PIB, mientras proponía el aumento en el gasto fiscal, impulso a las PyMEs, creación de un ministerio del Medio Ambiente y desarrollo del turismo, minería y agricultura. Por último, en el tercer eje se propuso establecer la inscripción electoral de forma voluntaria y automática, reformar el sistema electoral (eliminando así el sistema binominal) y el sistema de financiamiento de partidos políticos, apoyar proyectos de ley anti-discriminación y promover la igualdad de género y los derechos de homosexuales (aunque descartando el matrimonio).

#### Resultados de la elección

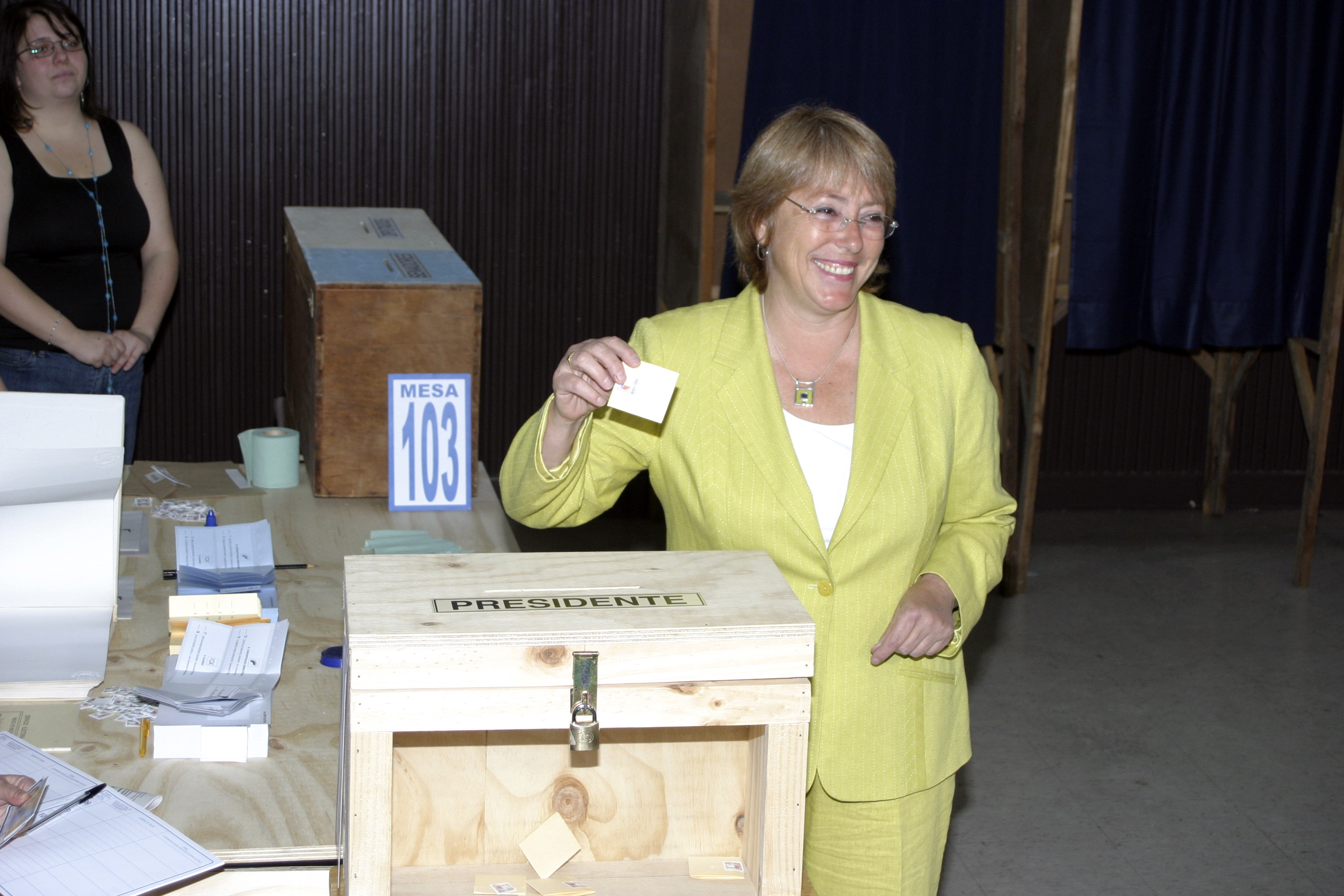
Bachelet deposita su voto en la primera vuelta de las elecciones presidenciales de 2005.

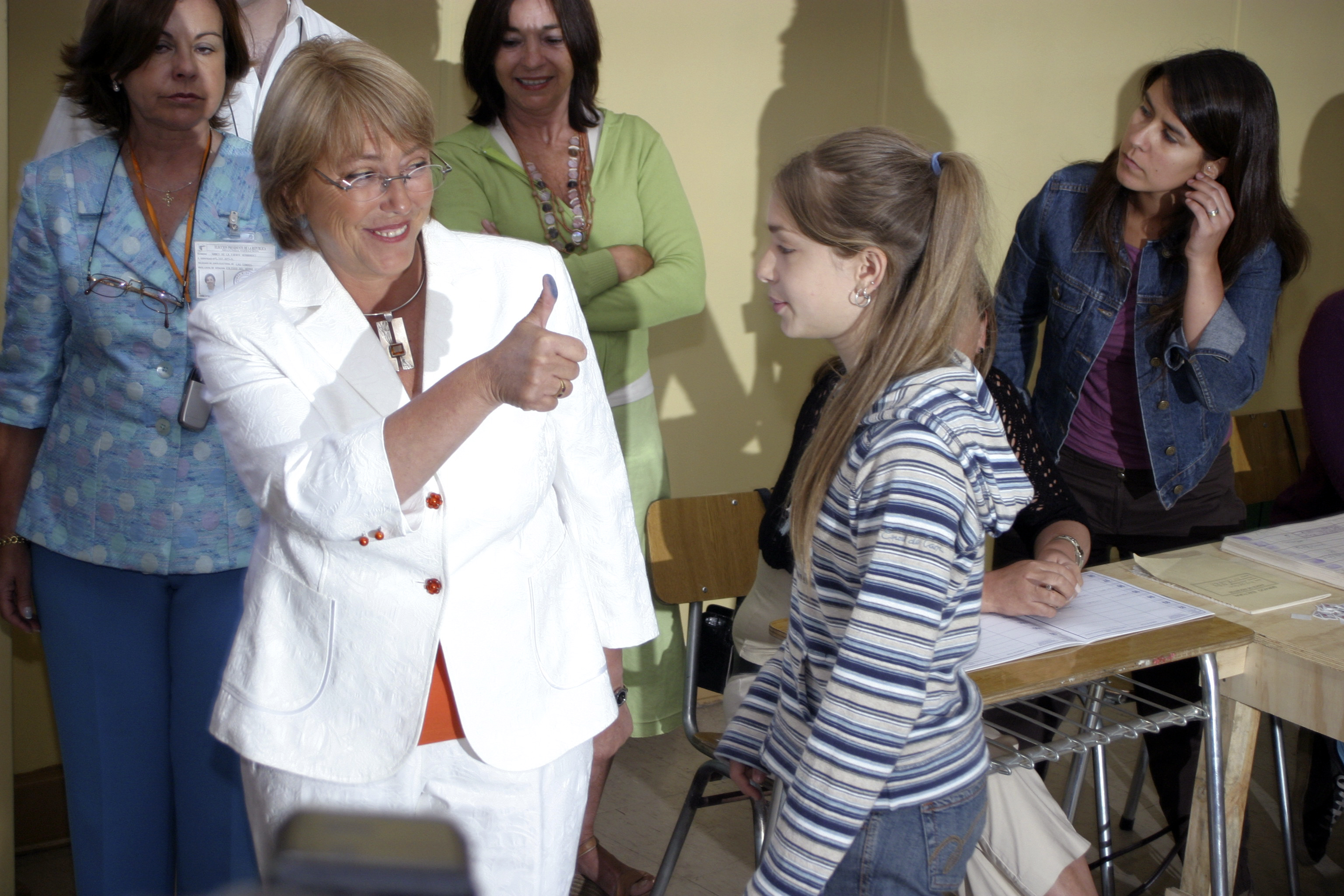
Bachelet, acompañada por su hija Sofía, luego de depositar su voto en la segunda vuelta presidencial de 2006.

El día de las elecciones, 11 de diciembre de 2005, obtuvo la primera mayoría con un 45,95 % de los votos frente al 25,41 % de su más cercano rival para la presidencia, Sebastián Piñera, con quien compitió en una segunda vuelta el 15 de enero de 2006. En aquel día obtuvo un 53,5 % del total de los votos contra un 46,5 % de Sebastián Piñera, convirtiéndose en la primera presidenta de Chile en sus 196 años de independencia. Al mismo tiempo, se convirtió en la sexta mujer jefe de Estado en la historia de Latinoamérica, después de la nicaragüense Violeta Barrios de Chamorro, la argentina María Estela Martínez de Perón, la boliviana Lidia Gueiler Tejada, la ecuatoriana Rosalía Arteaga y la panameña Mireya Moscoso y la segunda elegida democráticamente en Sudamérica tras la guyanesa Janet Jagan.
El presidente Ricardo Lagos expresó públicamente su orgullo por el triunfo de Michelle Bachelet, destacando el rol de la nueva mandataria como la primera mujer presidente de Chile. Al mismo tiempo, recibió las felicitaciones de importantes miembros de la política nacional e internacional.

«(...) ¿Quién lo hubiera pensado, amigas y amigos? (...) ¿Quién lo (sic) hubiera pensado, hace veinte, diez o cinco años atrás, que Chile elegiría como presidente a una mujer? Parecía difícil, pero fue posible. Es posible, porque los ciudadanos lo quisieron, porque la democracia lo permitió. Gracias, amigas y amigos. Gracias, Chile. Gracias por el voto de millones de ustedes. (...) Mi compromiso como presidente de Chile será recorrer, junto a ustedes, un tramo más de esta gran alameda de libertad que hemos venido abriendo.».
Michelle Bachelet Jeria en su discurso tras la entrega de resultados, 15 de enero de 2006

El 30 de enero de 2006, fue proclamada oficialmente por el Tribunal Calificador de Elecciones como presidenta electa. Esa noche, Bachelet entregó la nómina de quienes serían sus futuros ministros, cumpliendo con la promesa de incorporar nuevos rostros y que fuera un «gabinete paritario» (igual número de hombres y mujeres). En los días posteriores, la nómina de subsecretarios e intendentes cumplía la misma característica de «paridad de género».
- Artículos en Wikinoticias: Michelle Bachelet es la nueva presidenta de Chile

### Primer gobierno

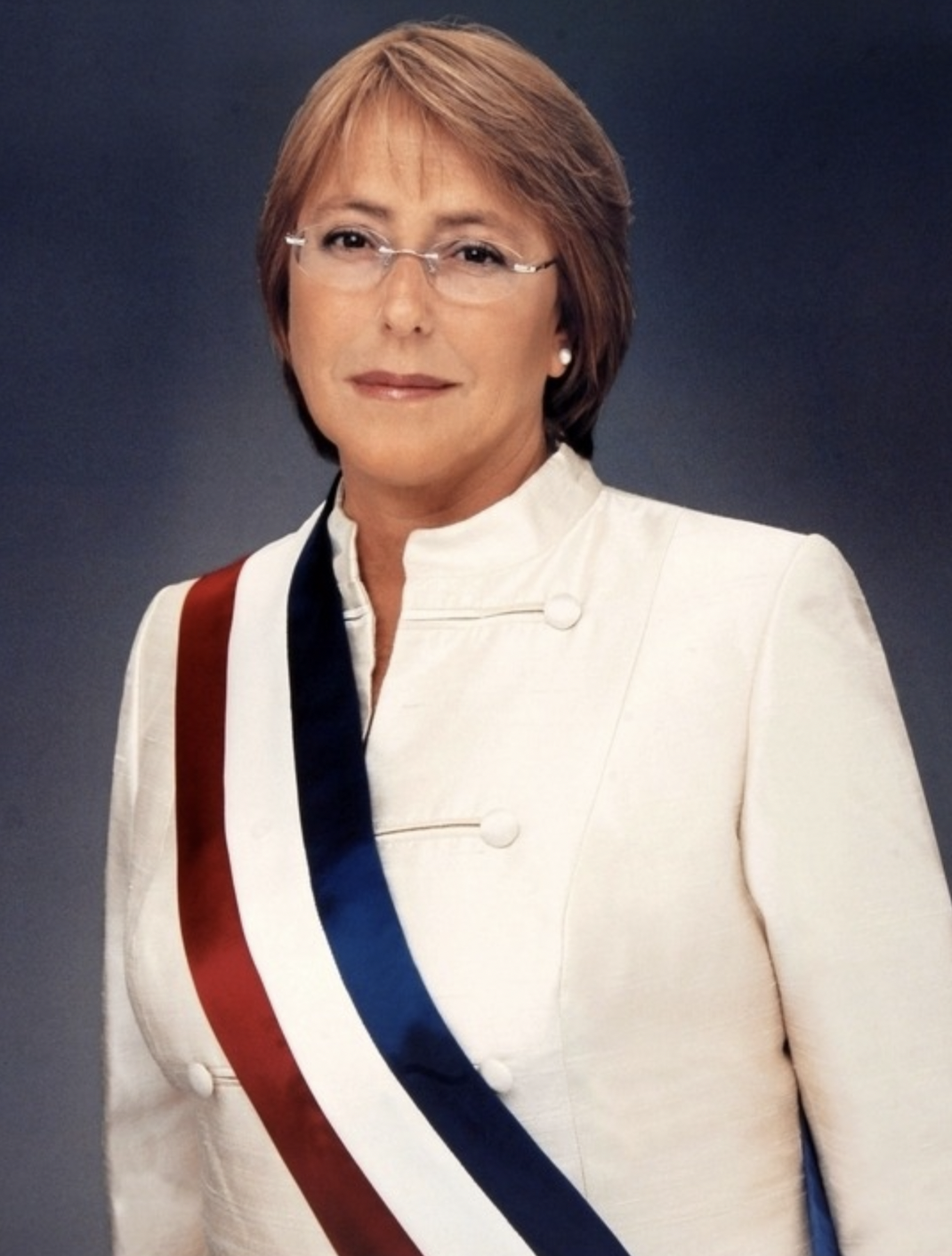
Retrato oficial de Michelle Bachelet como Presidenta de la República en 2006.

El primer gobierno de Michelle Bachelet se desarrolló entre marzo de 2006 y marzo de 2010. Siendo la primera mujer en ostentar la primera magistratura de Chile.

#### Caso Tsunami
Faltando 13 días para el término del primer gobierno de Michelle Bachelet, el 27 de febrero de 2010 se produjo un fuerte terremoto y posterior tsunami que azotaron el centro y sur del país. Ante esto, las autoridades gubernamentales no dieron la alerta de tsunami correspondientes desde la ONEMI y el SHOA. Pasadas las 05:00, hora local, del 27 de febrero, Bachelet descartó la eventualidad de que se produjera un tsunami, tras la información que le dieron las autoridades especializadas. Los marinos del SHOA mantuvieron la cancelación de la alarma de tsunami pese a que la oceanógrafa de turno les advirtió del peligro de "olas destructivas".
Funcionarios de la Onemi supieron que una ola había devastado Juan Fernández y no dieron aviso. En las siguientes horas dos enormes olas mataron a 36 personas.

### Segunda candidatura presidencial

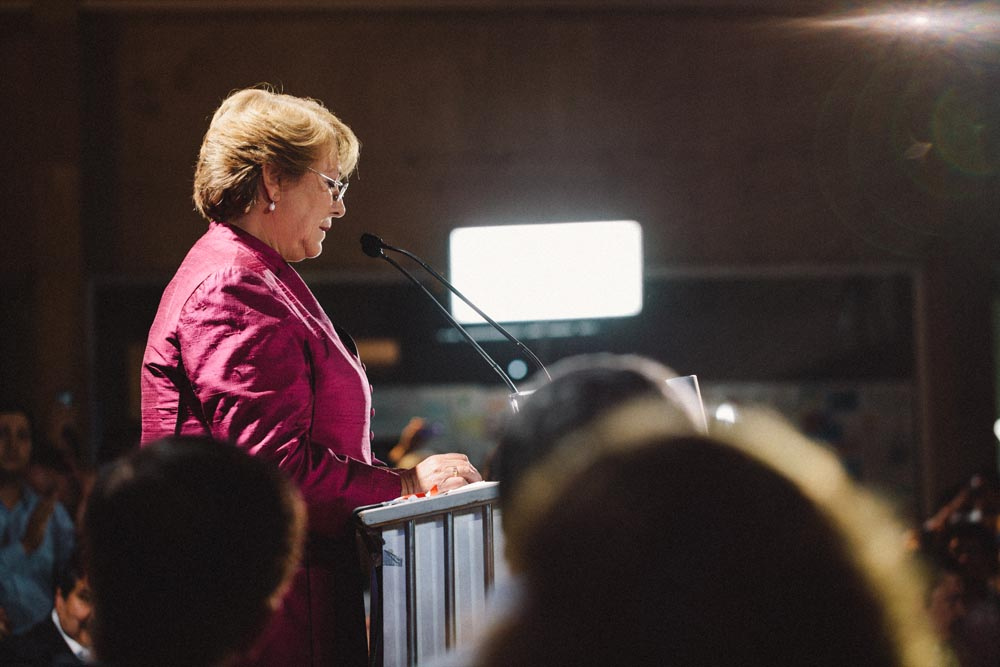
Bachelet anunciando su segunda candidatura presidencial, el 27 de marzo de 2013.

#### Retorno a Chile y anuncio de su precandidatura
Desde su salida del gobierno, Bachelet se convirtió en la personalidad política con mayores posibilidades de ganar en la elección presidencial de Chile de 2013, según numerosas encuestas. Sin embargo, durante los primeros tres años del gobierno de Sebastián Piñera, Bachelet declinó pronunciarse sobre una eventual candidatura, por lo que en diciembre de 2012 suspendió toda definición al respecto hasta el mes de marzo de 2013.
Junto con renunciar a ONU Mujeres, el 15 de marzo de 2013 anunció su regreso a Chile, lo cual se concretó el 27 de ese mismo mes, siendo recibida por adherentes en el Aeropuerto Arturo Merino Benítez de Santiago. Esa noche, en un evento ciudadano en la comuna de El Bosque, anunció su candidatura de manera oficial. Fue apoyada por el Partido Socialista (PS), el Partido Por la Democracia (PPD), el Movimiento Amplio Social (MAS), el Partido Comunista (PCCh) y la Izquierda Ciudadana (IC) en la primaria presidencial del pacto Nueva Mayoría, heredero de la Concertación.
Michelle Bachelet lanzó una campaña enfocada en la ciudadanía, mostrando rostros de personas que mencionaban su programa de gobierno a través de videos y redes sociales, aprovechando además el carisma y cercanía que son considerados sus principales atributos. Junto al lema «Yo quiero Chile», Bachelet planteó en diversas oportunidades que ella no había buscado su candidatura, sino que había respondido al llamado de la ciudadanía. Su campaña se orientó en mencionar sus propuestas de redactar una nueva constitución, un sistema de educación superior gratuita y una reforma tributaria que la financie, sin entrar en los detalles que pudieran friccionar a su amplia base de apoyo. También, su campaña solicitó el apoyo de aquellos que participaron en las diversas manifestaciones contra el gobierno de Sebastián Piñera (en especial, la movilización estudiantil de 2011) para convertir sus demandas en realidad.

#### Candidata de la Nueva Mayoría

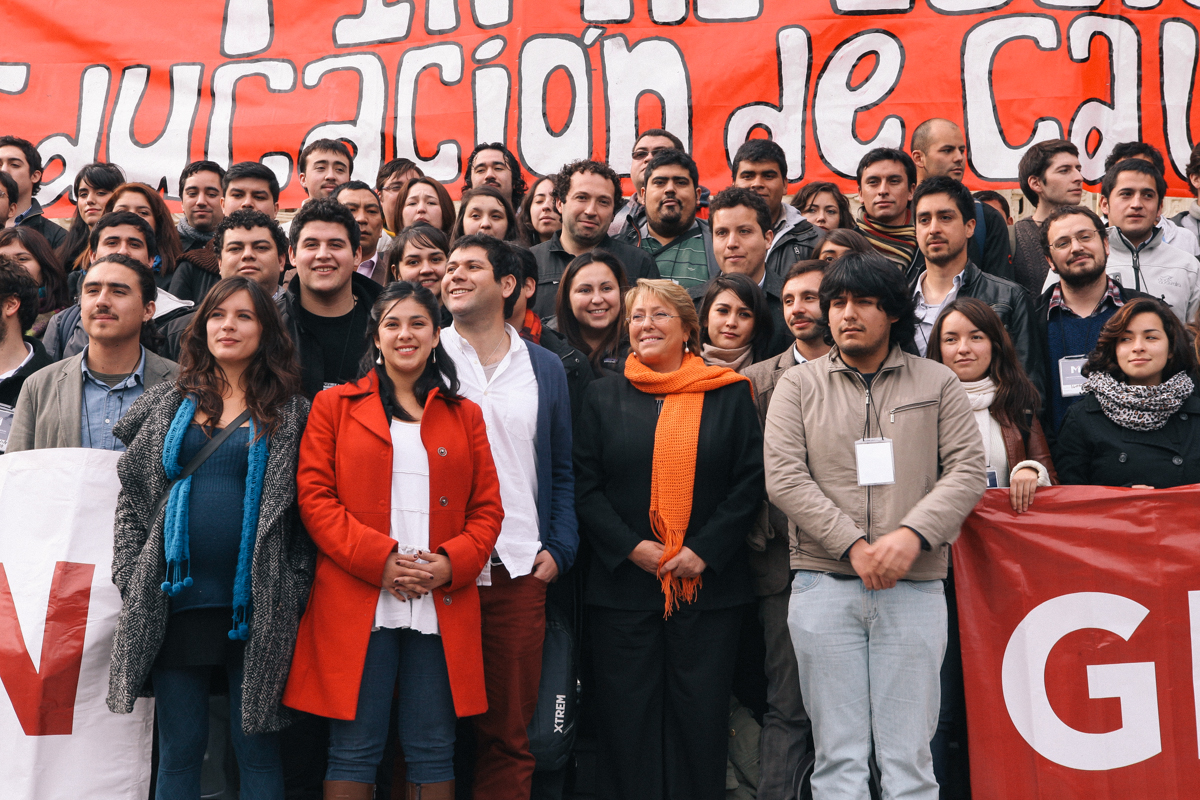
Michelle Bachelet junto a líderes estudiantiles, incluyendo algunos protagonistas de las movilizaciones de 2011 como Camilo Ballesteros y Camila Vallejo.

El 30 de junio de 2013 se convirtió en la candidata de la Nueva Mayoría, tras obtener un millón y medio de votos en la primaria de su pacto, es decir, más del 70 % de las preferencias. De esta manera sumó el apoyo de los partidos Demócrata Cristiano (PDC) y del Radical Socialdemócrata (PRSD). También recibió el apoyo del partido Fuerza del Norte, que no integra la Nueva Mayoría.
El 7 de octubre de 2013, Bachelet presentó un documento con 50 medidas que serían llevadas a cabo en los primeros cien días de su eventual gobierno. El 27 del mismo mes, presentó el plan de gobierno de su candidatura, el cual incluye como ejes otorgar educación gratuita en todos sus niveles en un plazo de seis años y terminar con el lucro en la educación, cambiar el sistema electoral binominal, implantar una reforma tributaria y la redacción de una nueva Constitución, entre otros.

#### Resultados y hechos posteriores
A pesar de que durante la campaña, la candidatura de Bachelet apeló a lograr un triunfo en primera vuelta, en la elección del 17 de noviembre la candidata de la Nueva Mayoría obtuvo un 46,67% de los votos, por lo que no alcanzó la mayoría absoluta, debiendo pasar al balotaje con la abanderada de la Alianza Evelyn Matthei, elección que se realizó el 15 de diciembre. En dicha elección Bachelet obtuvo el 62,16 % de los votos, imponiéndose a Matthei y siendo reelegida presidenta de la República para el periodo 2014-2018, convirtiéndose además en la primera mujer en la historia de Chile en ser reelegida.
El 10 de enero de 2014 fue proclama oficialmente presidenta electa, por el Tribunal Calificador de Elecciones, para el periodo constitucional 2014-2018.

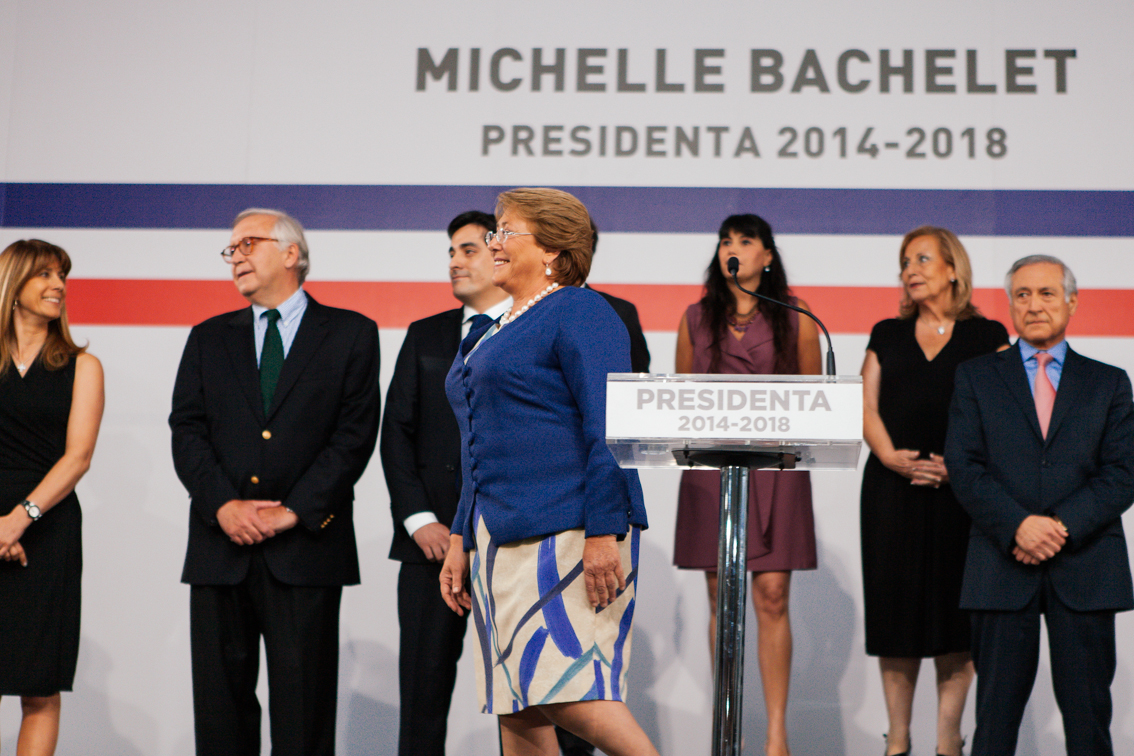
Bachelet en la presentación de su primer gabinete, el 24 de enero de 2014.

Tras la elección y su correspondiente proclamación, el 24 de enero de 2014, Bachelet anunció la composición del que sería su primer gabinete ministerial. Días después, el 31 de enero comunica el futuro nombramiento de Sergio Granados como director de Presupuestos, quien anteriormente había desempeñado las mismas funciones en su primer mandato. El 4 de febrero Claudia Peirano renuncia a asumir el cargo de subsecretaria de Educación, y se anuncia su reemplazo por Valentina Quiroga. El 24 de febrero, informa que nombrará como directora de Comunicaciones a Paula Walker.
Casi un mes después de ser anunciados, se presentaron dos renuncias a asumir el cargo de subsecretario (Hugo Lara al cargo de subsecretario de Agricultura, y Miguel Moreno de Bienes Nacionales), siendo nominados en su lugar Jorge Maldonado Contreras y Claudio Ternicier González, respectivamente. Pocos días después se comunica que Paula Narváez será jefe de gabinete de Bachelet. A días de asumir la presidencia, el 8 de marzo, Carolina Echevarría renuncia a asumir como subsecretaria de la FF.AA. y ese mismo día se designa en su lugar a Gabriel Gaspar. Finalmente, a horas de asumir su mandato, Bachelet dio a conocer la nómina de futuros gobernadores provinciales.

#### Odebrecht
El exejecutivo del grupo OAS, Léo Pinheiro, investigado y condenado por corrupción en el marco del caso Lava Jato, dijo a la justicia brasileña que presuntamente aportó los fondos para Bachelet por pedido del entonces presidente brasileño Luiz Inacio Lula da Silva. Bachelet negó el vínculo argumentando que "no he tenido nunca un vínculo con OAS, ni con ninguna otra empresa". Cuando la fiscal chilena Ximena Chong viajó a Brasil en marzo de 2017 para interrogar al empresario, éste se acogió a su derecho a guardar silencio.

### Segundo gobierno

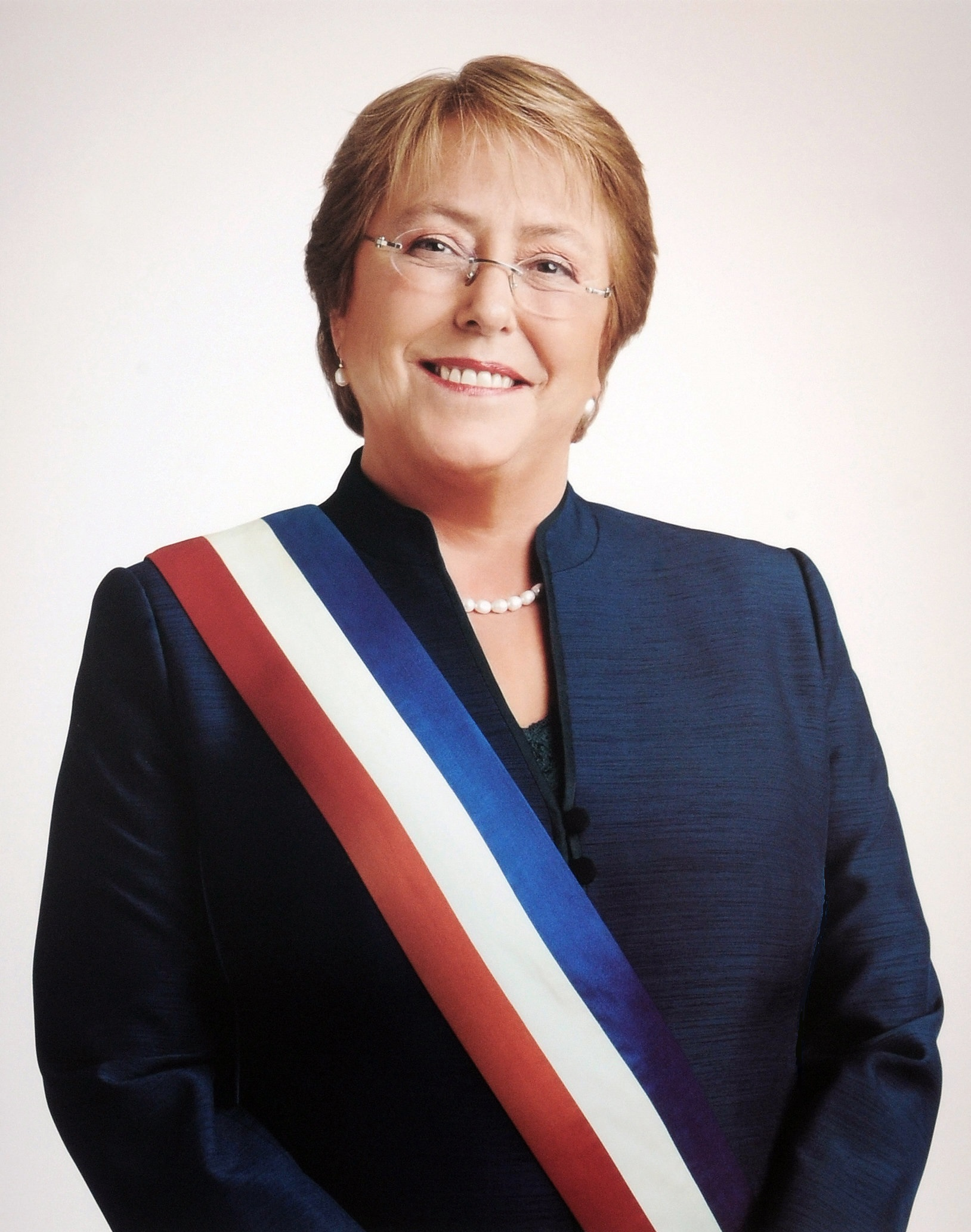
Fotografía oficial de la presidenta Michelle Bachelet durante su segundo gobierno

Michelle Bachelet asumió su segundo mandato presidencial el 11 de marzo de 2014, en la ceremonia de cambio de mando realizada en las dependencias del Congreso Nacional, donde le fue entregada la banda presidencial por Isabel Allende, hija de Salvador Allende. Contó con un programa progresista y ambicioso.

#### Políticas sociales
Durante el segundo gobierno de Bachelet se despenalizó el aborto en tres causales, se creó la gratuidad en la educación, y se prohibió la selección en los colegios además de que "desmunicipalizar" la educación, acabando con el copago.

#### Economía
La reforma tributaria de su gobierno subió los impuestos a las empresas de 20% a 25%. La gestión económica de Bachelet alcanzó un 72% de desaprobación en 2015 debido al freno económico que experimentó Chile durante su gobierno.

#### Constitución
El 28 de abril de 2015, Michelle Bachelet anunció que en septiembre se iniciaría un proceso constituyente para la redacción y aprobación de una nueva Constitución Política para el país, en reemplazo de la Constitución de 1980.
A cinco días de entregar el poder, Bachelet anunció en cadena nacional que al día siguiente presentaría al Congreso el proyecto de una nueva Constitución. Tras cabildos constitucionales con baja participación, llevados a cabo entre el 23 de abril y el 6 de agosto de 2016. No todas las ideas del proyecto surgieron de los cabildos.

#### Inmigración

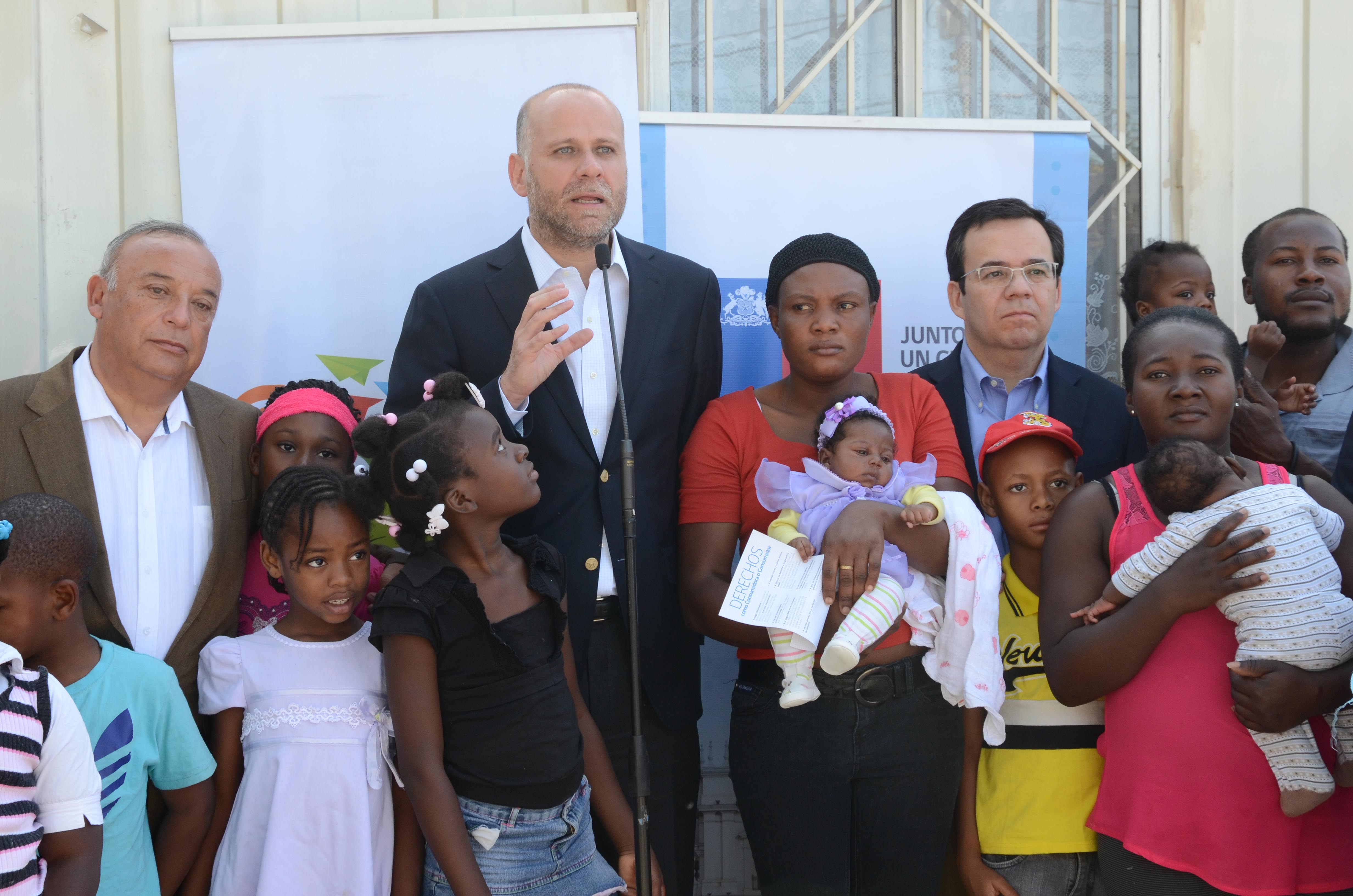
Personeros del gobierno junto a inmigrantes haitianos en 2015.

Durante los años que estuvo en ejercicio este gobierno, la cantidad de inmigrantes viviendo en Chile pasó de 410 988 en 2014 a 1 119 267 en 2017 aumentando así en un 232% y llegando a ser el 6,1% de la población total del país. Aparte del significativo aumento total de inmigrantes, durante ese período las poblaciones extranjeras mayoritarias anteriores al boom migratorio (peruanos, bolivianos y argentinos) no recibieron el mismo aumento que otras (venezolanos, haitianos, colombianos) las visas de venezolanos aumentaron de 8 381 en 2015 a 22 921 en 2016 y finalmente 73 386 en 2017, mientras que los haitianos, con 8 888 visados de entrada en 2015, 23 750 en 2016 y 46 239 en 2017.
También durante el segundo gobierno de Michelle Bachelet existió tráfico de inmigrantes haitianos, siendo engañados con supuestas oportunidades de trabajo y  siendo traída a través de la polémica aerolínea chilena de bajo costo Latin American Wings (LAW) que existió entre 2015 y 2018. La aerolínea se querelló en 2018 contra agencias de turismo por tráfico de inmigrantes.
Ante esto Heraldo Muñoz comentó que el gobierno tuvo la información de que habían "empresas" en Puerto Príncipe que estafaban a los emigrantes haitianos ofreciéndoles que a cambio de vender sus casas, obtendrían un contrato laboral en Chile, contrato el cual nunca recibirían. Estos abusos causaron al menos 46 000 haitianos se encontraran indocumentados en el país.
En 2017 llegaron 100 mil haitianos a Chile, duplicando la cifra del año anterior. Los inmigrantes llegaron con sobres amarillos que contuvieron documentos personales de cada viajero, entre ellos el pasaporte, la reserva de un hotel y dinero en efectivo para "justificar la solvencia económica de la estadía". Esto entregado por servicios de agencias de viaje que no están enfocadas en el turismo, sino que en la emigración.
Los inmigrantes contaron que a cambio de eso sus familias quedaron amenazadas en Puerto Príncipe. Ellos tuvieron que pagar las remesas y el dinero que les prestaron para sacar la amenaza que pesó sobre sus familias. En marzo de 2018, a días antes de terminar el segundo gobierno de Bachelet, se difundieron las imágenes de un Boeing 767 sin logo con inmigrantes haitianos descendiendo en territorio chileno con los sobres amarillos. El tráfico de inmigrantes es un negocio muy lucrativo para muchas empresas siendo formalizadas por la Fiscalía en 2021 cinco ejecutivos de agencias de viaje, quienes habrían fomentado la llegada de extranjeros bajo la fachada de turismo, cuando en realidad estos buscaban radicarse en el país entre octubre de 2017 y 2018.

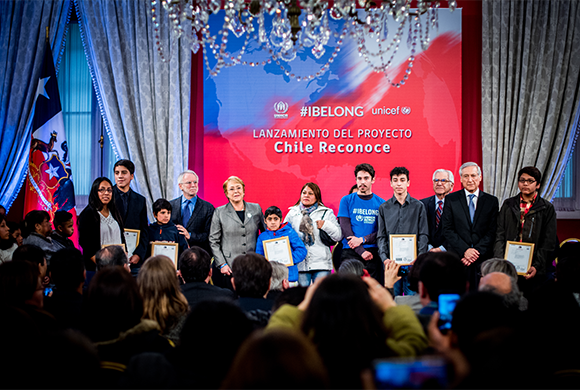
Michelle Bachelet lanzando el proyecto "Chile Reconoce" el cual dio la nacionalidad chilena a hijos de extranjeros transeúntes. El programa tuvo el apoyo de ONGs y el programa de Naciones Unidas, Unicef.

Fuentes más cercanas a Bachelet dicen que se trató el tema con un "enfoque humanitario, de inclusión e integración regional" tal como se planteó en el programa de gobierno. Michelle, entre otras medidas en favor de los inmigrantes lanzó el programa "Chile Reconoce" en el cual se garantizó la nacionalidad chilena a hijos de extranjeros transeúntes. Este tuvo el apoyo de ONGs y el programa de Naciones Unidas, Unicef.
El 8 de septiembre de 2017 el gobierno inició la construcción de zanjas en pasos fronterizos de Colchane para evitar el paso exclusivamente de vehículos en pasos no habilitados (no así a personas).

## Actividad pública pospresidencias

### Actividad pública tras su primer gobierno (2010-2013)

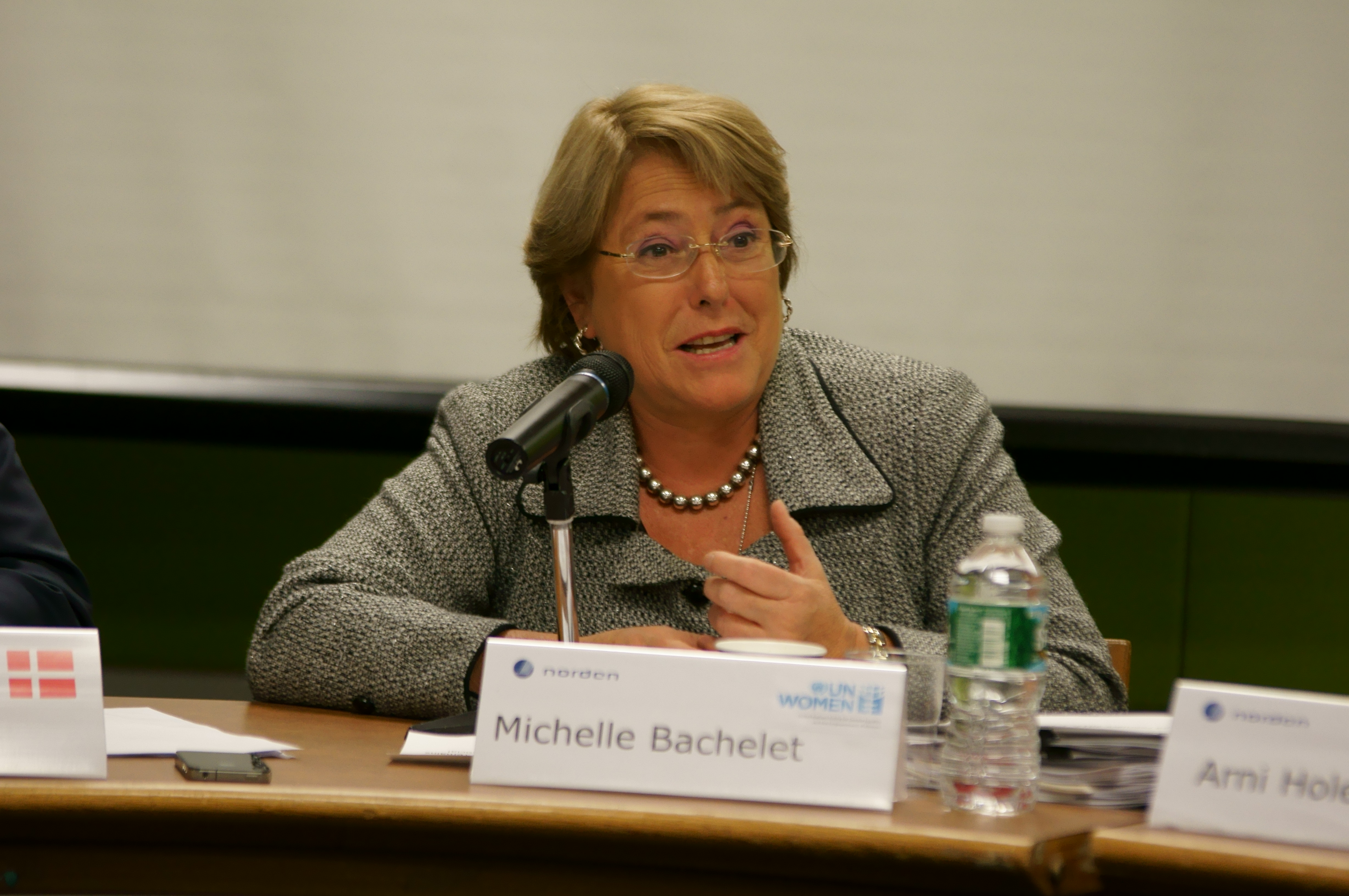
Bachelet como directora de ONU Mujeres en febrero de 2012.

El 17 de mayo de 2010 se le otorgó el título de Doctora honoris causa por la Universidad Pompeu Fabra de Barcelona, por «su labor en la defensa de los derechos humanos en el ejercicio de la máxima autoridad política de Chile, y por haber impulsado políticas de reparación histórica y de reconciliación y de mejora de los niveles de justicia social, con especial atención a la población femenina».
El 16 de abril de 2010, Bachelet creó la «Fundación Dialoga», una organización sin fines de lucro cuyo objetivo es aportar a Chile ideas, reflexiones, diálogo y acciones concretas, todas ellas desde los principios de la centro izquierda. Bachelet asumió como presidente del Directorio de la fundación. Es miembro del Club de Madrid.[cita requerida]

#### ONU Mujeres
El 14 de septiembre de 2010, el secretario general de la Organización de las Naciones Unidas (ONU), Ban Ki Moon la nombró como directora ejecutiva de la recién creada agencia preocupada de la defensa de la mujer, ONU Mujeres (UN Women, o United Nations Entity for Gender Equality and the Empowerment of Women), asumiendo en esa calidad como secretaria adjunta de las Naciones Unidas. Bajo su periodo a cargo de ONU Mujeres, se aprobó el acuerdo sobre «Eliminación y prevención de todas las forma de violencia contra las mujeres y las niñas», fruto del 57.º periodo de sesiones de la Comisión de la Condición Jurídica y Social de la Mujer.
El 15 de marzo de 2013 anunció su renuncia a ONU Mujeres para retornar a su país.

### Actividad pública tras su segundo gobierno (desde 2018)
En enero de 2018, mientras aún ejercía como presidenta de Chile, Bachelet aceptó asumir la presidencia de la Alianza para la Salud de la Madre, el Recién Nacido y el Niño (ASMRN), dependiente de la Organización Mundial de la Salud (OMS), tras el fin de su mandato. El 11 de marzo entregó la banda presidencial por segunda vez a Sebastián Piñera. Sucedió a Graça Machel como presidenta de la ASMRN el 20 de mayo de ese año. En agosto de 2018, Bachelet lanzó la Fundación Horizonte Ciudadano.

#### Alta Comisionada para los Derechos Humanos

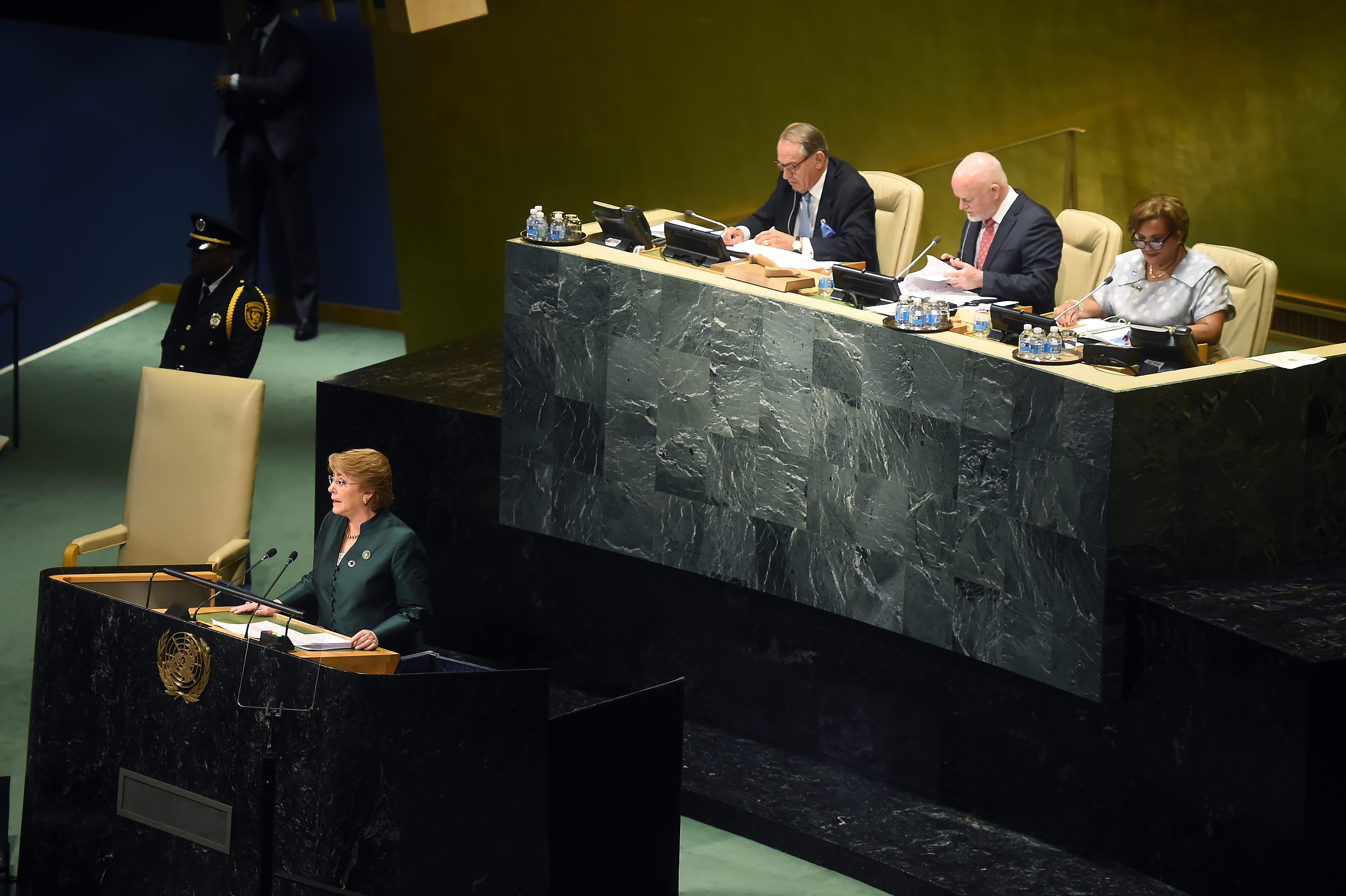
Bachelet como alta Comisionada visitó a Venezuela en 2019 declarando que “hay casos de torturas” y “ejecuciones extrajudiciales” en Venezuela.

El 8 de agosto de 2018 fue nominada por el secretario general de la ONU, Antonio Guterres, como Alta Comisionada de las Naciones Unidas para los Derechos Humanos. Dos días después la Asamblea General de las Naciones Unidas confirmó por unanimidad la nominación. Asumió dicho cargo el 1 de septiembre, en sustitución del príncipe jordano Zeid Ra'ad Al Hussein. Asumiría oficialmente el 5 de septiembre en la ONU, en una ceremonia que se llevó a cabo en la Organización de las Naciones Unidas (ONU), junto al secretario general, Antonio Guterres. Siendo la séptima persona en asumir el cargo de Alta Comisionada para los DD.HH que tiene un periodo de duración de cuatro años.
El 3 de septiembre de 2018 Michelle Bachelet, demandó la libertad inmediata de dos periodistas de la agencia Reuters condenados en Myanmar (ex Birmania) a siete años de cárcel por haber investigado una matanza de la minoría musulmana rohingya perpetrada por el ejército birmano en 2017, siendo este su primer acto como Alta Comisionada de Naciones Unidas. El 7 de septiembre, felicitó la decisión del Tribunal Supremo de la India, por despenalizar la homosexualidad, que criminalizaba con penas de cárcel las relaciones entre personas del mismo sexo, declarando "Es un día fantástico para India y para todos aquellos que creen en la universalidad de los derechos humanos", en un comunicado. Dos días después, condenó duramente las 75 condenas a muerte impuestas el sábado 8 de septiembre, por un tribunal egipcio a algunos disidentes de 739 juzgados, por los incidentes violentos ocurridos durante el desmantelamiento en 2013 de las acampadas en El Cairo contra el derrocamiento del entonces presidente Mohamed Mursi. El 10 de septiembre, tras inaugurar una sesión del Consejo de Derechos Humanos de la ONU en Ginebra criticó a Italia por impedir la entrada al país de barcos de rescate de ONGs con inmigrantes a bordo.
Dirigió las investigaciones sobre los derechos humanos en Venezuela, presentando los informes conocidos con su nombre que lograron el establecimiento de una Misión en el país y que fueron respaldados por el Consejo de Derechos Humanos de la ONU. El 2 de julio de 2021 publicó un nuevo informe de 21 páginas sobre la situación de los derechos humanos en Venezuela, en el marco de un mandato del Consejo de DDHH de la ONU desde 2019 al 30 de abril de 2021.Está centrado en acontecimientos relacionados las violaciones al derecho a la vida, torturas y malos tratos, condiciones de detención; violencia sexual; las fallas de acceso a la justicia y reparaciones adecuadas; y violaciones a las libertades de asociación, de opinión y expresión. La Oficina de Bachelet siguió recibiendo denuncias de torturas, tratos crueles, inhumanos y degradantes contra detenidos por razones políticas o presos comunes. Bachelet destacó desaparición de personas como los casos del militar Antonio Sequea Torres, el teniente coronel Juan Antonio Hurtado Campos (desaparecido desde septiembre de 2018) y Hugo Enrique Marino Salas (desaparecido desde abril de 2019).
En su último día como Alta Comisionada, salió un informe sobre los abusos contra la etnia uigur en China, donde reconoce que el actuar de Beijing en la región de Xiangiang, donde habitan miembros de esta minoría musulmana «puede constituir crímenes de lesa humanidad», además de restricciones de derechos fundamentales para miembros de esta y otras etnias musulmanas en esta zona del país. Bachelet no postuló a un nuevo mandato en la ONU y dejó oficialmente el cargo como Alta Comisionada el día 31 de agosto de 2022.

## Distinciones y condecoraciones

Escudo como dama de la Orden de Carlos III.

### Condecoraciones nacionales
- Gran Maestre de la Orden de Bernardo O'Higgins ( Chile, 2006-2010 2014-2018).
- Gran Maestre de la Orden al Mérito de Chile ( Chile, 2006-2010 2014-2018).
- Gran Canciller Honorario de la Cruz al Mérito Aeronáutico de Chile ( Chile, 2006-2010 2014-2018).

### Condecoraciones extranjeras
- Medalla de la República Oriental del Uruguay ( Uruguay, 15 de marzo de 2006).[144]
- Gran collar de la Orden del Libertador ( Venezuela, 2007).
- Collar de la Orden del Águila Azteca ( México, 2007).
- Gran Cruz con Collar de la Orden de la Rosa Blanca ( Finlandia, 2007).
- Gran Collar de la Orden de la Libertad ( Portugal, 2007).
- Gran collar de la Orden del Infante Don Enrique ( Portugal, 2007).
- Gran Cruz de la Orden de Cristo ( Portugal, 2007).
- Gran Cruz adornada con el Gran Cordón de la Orden al Mérito de la República Italiana ( Italia, 2007).[145]
- Gran Collar de la Orden de Vitautas el Grande ( Lituania, 2008).[146]
- Dama de la Orden de la Corona del Reino ( Malasia, 2009).[147]
- Gran Cruz de la Orden del León Neerlandés ( Países Bajos, 2009).[148]
- Collar de la Orden del Libertador San Martín ( Argentina, 2010).
- Gran Collar de la Orden Nacional de San Lorenzo ( Ecuador, 2010).[149]
- Collar de la Orden de Isabel la Católica ( España, 2010).[150]
- Compañera de la Orden de Australia ( Australia, 2012).[151]
- Collar de la Orden de Carlos III ( España, 2014).[152][153]
- Dama de la Orden de los Serafines ( Suecia, 2016).[154]

### Doctorhonoris causa
- Universidad de Brasilia  Brasil (2006)[155]
- Universidad de San Carlos de Guatemala  Guatemala (2007)[156]
- Universidad de Essex  Reino Unido (2008)[157]
- Universidad Pompeu Fabra  España (2010)[158]
- Universidad Nacional de Córdoba  Argentina (2010)[159]
- Universidad Católica de Córdoba  Argentina (2010)[159]
- Universidad Internacional Menéndez Pelayo  España (2010)[160]
- Universidad Autónoma de Santo Domingo  República Dominicana (2010)[161]
- Universidad Sorbona Nueva - París 3  Francia (2010)[162][163]
- Universidad de Columbia  Estados Unidos (2012)[164]
- Katholieke Universiteit Leuven  Bélgica (2015)[165]
- Universidad de Évora  Portugal (2017)[166]
- Universidad de Santiago de Chile  Chile (2024)[167]

### Otros premios y reconocimientos
- 17.º mujer más poderosa del mundo según Forbes (2006)[168] (fue 22.º en 2009,[169] 25.º en 2008[170] y 27.º en 2007)[171]
- Premio a la Defensa de la Democracia y de la Libertad por la Fundación Ramón Rubial (2007)[172]
- 15.º persona más influyente del mundo según Time (2008)[173]
- Premio Shalom del Congreso Judío Mundial (2008)[174]
- Premio al Máximo Liderazgo (Argentina, 2008)[175]
- Premio al Pionero Global de Vital Voices (2008)[175]
- Orden Honor al Mérito del Fútbol Sudamericano en su grado de Gran Collar por CONMEBOL (2009),[176] siendo la primera mujer en recibir dicho reconocimiento.[177]
- Llaves de la ciudad de Lisboa (2009)[178]
- Premio Mujer del Bicentenario por Chilectra (2010)[179]
- Premio Internacional de la Federación de Mujeres Progresistas (España, 2010)[180]
- Llaves de la ciudad de Miami (2010)[181]
- Award for Leadership in Global Trade de The Association of Bi-National Chambers of Commerce (Estados Unidos, 2010)[181]
- Premio Derechos Humanos de la Oficina en Washington para Asuntos Latinoamericanos (2010)[182]
- Newsmaker of the Decade Award de Women's eNews (2011)[183]
- Condecoración Generala Juana Azurduy del Ministerio de Defensa de Argentina (2012)[184]
- Medalla al Liderazgo y Servicio de Eisenhower Fellowships (2012)[185]
- Una de las 10 intelectuales iberoamericanos más influyentes según Foreign Policy (2012)[186]
- Premio Campeones de la Tierra del Programa de las Naciones Unidas para el Ambiente (2017)[187]
- Premio Alianza Progresista (2018)[188]
- Premio Liderazgo Planetario de NatGeo (2018)[189]
- Premio Hillary Clinton (2019). Los premios Hillary Rodham Clinton son entregados por el Instituto Georgetown para las Mujeres, Paz y Seguridad.[190]

## Publicaciones
- «Los estudios comparados y la relación civil-militar. Reflexiones tras una década de consolidación democrática en Chile» (2002). Revista Fuerzas Armadas y Sociedad, 17(4): 29-35.

## Historial electoral
| Año  | Tipo                     | Territorio | Pacto              | Partido | Votos     | %     | Resultado         |
| ---- | ------------------------ | ---------- | ------------------ | ------- | --------- | ----- | ----------------- |
| 1996 | Municipales              | Las Condes | Concertación       | PS      | 2662      | 2,35  | No electa         |
| 2005 | Presidencial             | Chile      | Concertación       | PS      | 3 190 691 | 45,96 | Pasa a 2.ª vuelta |
| 2006 | Presidencial             | Chile      | Concertación       | PS      | 3 723 019 | 53,50 | Presidenta        |
| 2013 | Primarias presidenciales | Chile      | PS-PPD-MAS-PCCh-IC | PPD     | 1 563 208 | 73,06 | Electa            |
| 2013 | Presidencial             | Chile      | Nueva Mayoría      | PS      | 3 070 012 | 46,67 | Pasa a 2.ª vuelta |
| 2013 | Presidencial             | Chile      | Nueva Mayoría      | PS      | 3 468 389 | 62,16 | Presidenta        |